# 刘备
漢昭烈帝刘备（161年—223年6月10日），字玄德，涿郡涿縣（今河北省涿州市）人，三國時代蜀漢的開國皇帝，在位三年。劉備雖為漢景帝後代，但世系久遠，實由布衣起步而終得一方天下:2。劉備諡號昭烈皇帝，廟號烈祖。《三國志》、《華陽國志》等書均稱其為先主 ，繼位的劉禪則被稱為「後主」，《資治通鑑》稱劉備父子為漢主。后世也用谥号“昭烈”代指刘备。
刘备原与同宗刘德然、辽西人公孙瓒一起拜卢植为师学习。东汉末年，起兵参与镇压黄巾军。后颠沛流离，多次转投他人门下，先后依附于公孙瓒、陶谦、曹操、袁绍、刘表等人。后“三顾茅庐”请诸葛亮出山，开始在众多军阀中崭露头角。208年，刘备遣诸葛亮向南与孙权联合，促成孙刘联军，于赤壁大败曹操。战后占领荆州之地，实力逐渐雄厚。后得张松献图，进军益州成功，并北上夺取汉中，呈现三足鼎立之势。
219年，劉備自立为「汉中王」。221年，刘备在成都称帝，国号汉，建元章武，史称“蜀汉”，占有今重庆、四川、云南大部、贵州全部、陕西汉中和甘肃白龙江一部分。然而此前吕蒙袭取荆州、诛杀关羽，使其称帝后兴兵孙吴，但大败而归，損耗大量国力。223年，刘备病逝白帝城，终年六十三岁，葬于惠陵，其子刘禅即位。

## 生平

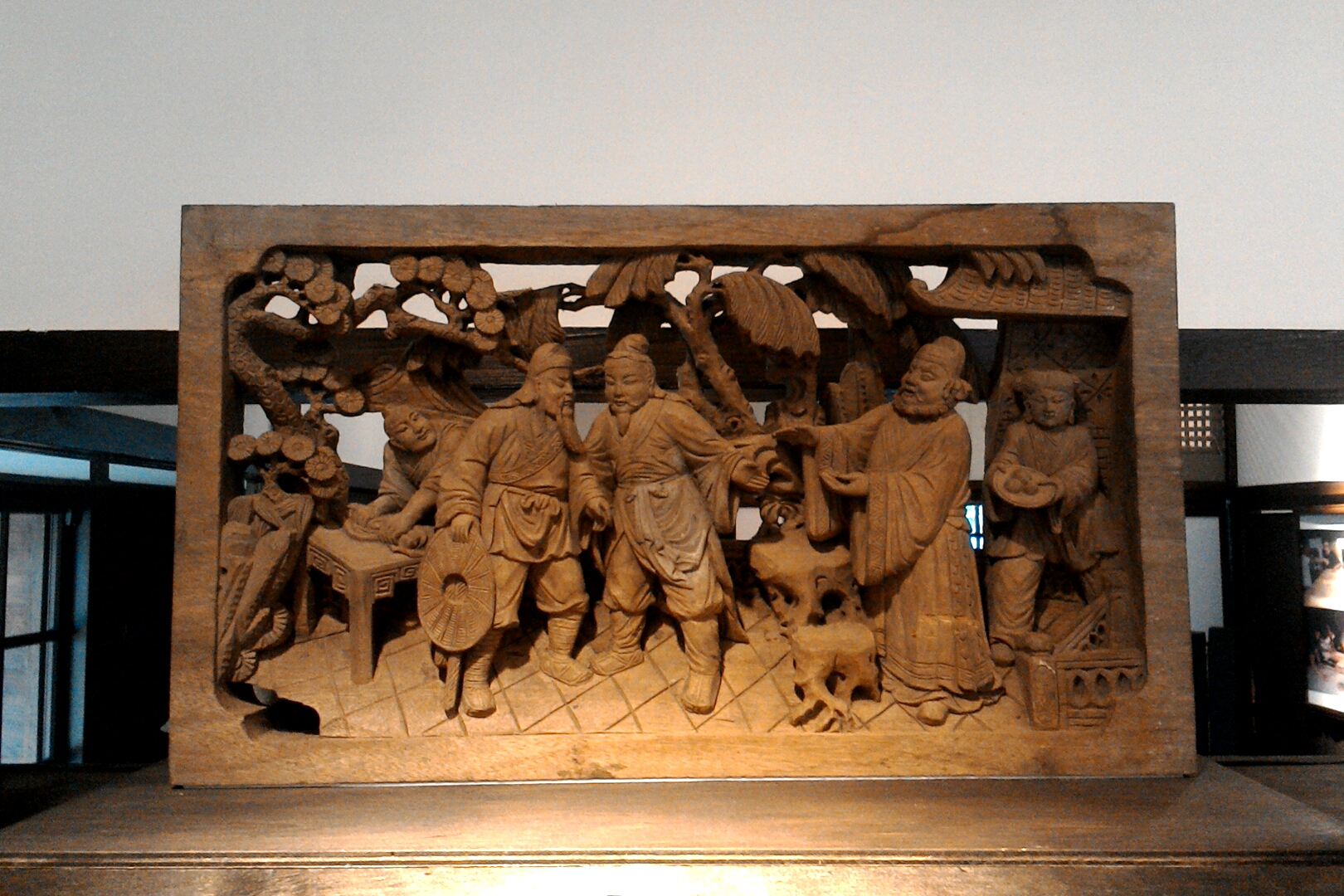
「桃園三結義」木雕，左為關羽，中為劉備，右為張飛。

### 家世背景
《三國志》記載劉備是汉景帝第九子中山靖王劉勝之子刘贞的後代，而裴松之《三国志注》所引《典略》记载，刘备为“临邑侯枝属”，故劉備亦有可能是臨邑侯劉讓或臨邑侯劉復的後人，但仍可肯定劉備是景帝之後。祖父名雄，父親名弘，世代皆在州郡做官，祖父劉雄曾被推舉為孝廉，官至東郡范縣縣令。世居酈亭樓桑里。

### 少時經歷
父親劉弘在劉備少時已逝，劉備便與母親販賣草鞋、織草蓆為業。家裡房舍的東南角的圍籬上有種植桑樹，高五丈餘，從遠處觀看像是一臺皇帝的車頂，路過的人皆訝異此樹的非凡，或說此家必當出貴人。劉備小時候與家族中年齡相近的小孩在樹下遊戲時，曾說：「長大之後，我必乘坐車蓋像這桑樹一樣大的馬車。」他的叔父劉子敬說：「你別亂說話，害我們家被滅族！」劉備十五歲時，刘备母亲要他負笈外出，與同宗刘德然、遼西公孫瓚等人，同入當時大儒盧植門下學習。
劉德然之父劉元起常資助劉備，給劉備的錢與自己兒子劉德然等同。劉元起的妻子忿然罵道：「又不是一家人，為何總資助他！」元起回答：「我們都姓劉的，居然能有這個孩子，他不是一般人。」公孫瓚與劉備結為好友，公孫瓚較年長，劉備以兄事之。
劉備雖然投入盧植門下，但卻不甚喜歡讀書，反倒喜歡打獵、音樂、華麗的衣服。身長七尺五寸（約173公分，漢時一尺約為23.1公分），兩臂很長，有一對招風大耳，並無鬍鬚。平時話不多，喜怒不形於色。由於個性善於待人接物，加上其行事風格酷似先祖劉邦，好交結豪俠義士，故當地有很多年輕人都爭相趨附他，時人亦評為有高祖之風。中山大商人張世平、蘇雙等亦為此常給劉備金錢與物資上的幫助，劉備由是得以糾合部下，發展組織。

### 參與義軍
184年，黃巾之亂爆發，各州郡皆有人民組織義軍討伐。劉備率領簡雍、關羽、張飛、牵招及一干下屬跟隨鄒靖討伐黃巾軍，立下戰功，被任為安喜尉（一說是參與鎮壓張純叛亂後被任命為安喜尉）。後來，漢室有令：「如因軍功而成為長吏的人，都要經過汰選。」督郵到安喜要把劉備資遣，劉備知道消息後，到督郵入住的驛站休息房舍求見，督郵卻稱病不見，劉備認為督郵傲慢而心生不快，徑直闖入房舍將督郵綑綁並杖打二百下，後棄官，帶著關羽、張飛等人亡命奔逃。
後來，大將軍何進派都尉毌丘毅到丹楊募兵，劉備也在途中加入，到下邳時與盜賊力戰有功，被任為下密縣丞，然不久又辭官。據《英雄記》記載，漢灵帝末年，劉备曾經在洛陽，後來和曹操前往沛国募兵。灵帝去世後，天下大乱，劉備一度起兵討伐董卓。
191年，刘备時任高唐令，但被盗贼击败而投奔公孫瓚。公孫瓚隨即上表，保奏劉備為別部司馬，任為平原令，辅佐青州刺史田楷，再为平原相。劉備在平原，外禦賊寇，在內則屯糧分發給百姓，就算是沒有官職的人都可與他一起就座用餐，從來不會排斥別人。平原國百姓劉平一直以來都看不起劉備，不服劉備的治理，便唆使刺客前去暗殺劉備。劉備對於此事毫不知情，以為刺客是普通人，就對刺客關懷備至、十分禮遇，深受感動的刺客不忍殺害劉備，只得坦露實情然後離去。劉備治理平原国期間廣樹恩德，深得人心。
平原国与袁绍控制的冀州接壤。192年讨董联军解体，袁绍任命臧洪为青州刺史，与刘备有交战。田楷曾命刘备屯兵高唐配合袁术抵御袁绍，但此战是袁绍、曹操一方获胜。193年，刘备与田楷向东屯齐国，可见其已被逐出平原国。

### 入主徐州

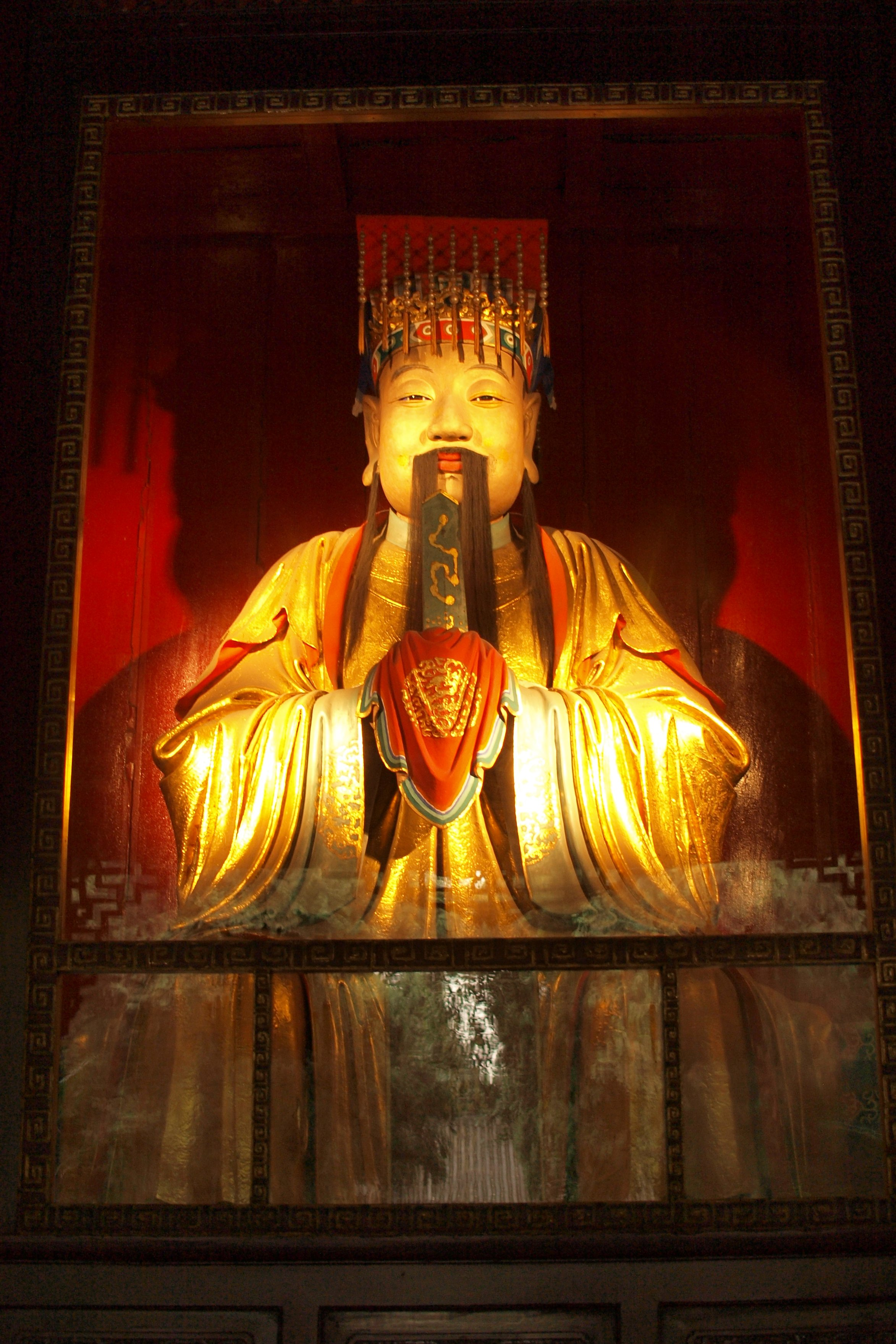
成都武侯祠前部汉昭烈庙中的刘备塑像

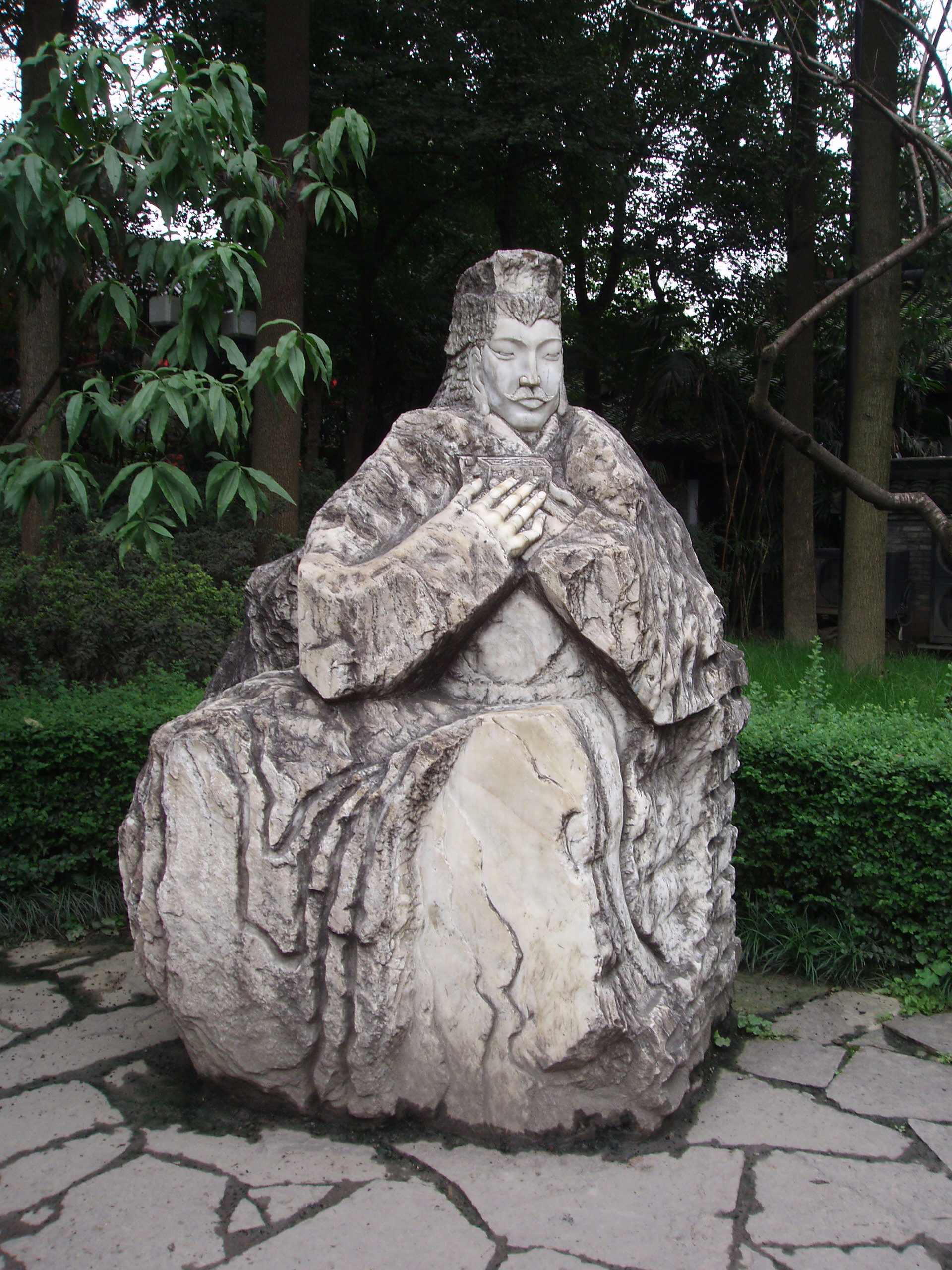
成都武侯祠中的刘备雕像

黄巾餘黨管亥率眾軍攻打北海郡，北海相孔融被大軍所圍，情勢危急，便派太史慈突圍向劉備求救。太史慈對劉備說：「我太史慈只是東萊一個無名之人。北海相孔融和我並不是有著骨肉相連的親族，也稱不上是志同道合的同鄉朋友，只是他認為我有前途而看重我，所以我有為他分擔災禍、共赴患難之義理。現在管亥起兵擾境，包圍北海城，城內居民徬徨無助，危在旦夕。孔融大人聽說劉備大人有仁義之名，能救人之危難急迫。因此盼望著能得到您的幫助，命令我突破管亥兵眾的包圍，冒著萬死無生的可能，來向劉備大人求助，惟有借重您的力量，方能使北海城脫危。」劉備驚訝地答道：「北海相孔融居然知道世間有我劉備啊！」便立即派三千精兵隨太史慈去北海救援。黄巾军聞知援軍至，都四散而逃，孔融逐得以解圍。後因袁紹攻公孫瓚，劉備遂與青州刺史田楷回師支援。
193年，曹操征討徐州，徐州牧陶謙敗退，曹操在徐州屠城。陶謙遣使告急於田楷，田楷與劉備俱前往相救。當時劉備自有士兵千餘人及幽州烏桓攙雜胡族騎兵，又略得饑民數千人。既到，與陶謙將領曹豹屯在郯東，但被曹操擊敗。後曹操因張邈、陳宮叛變欲助呂布入主兗州而撤退，陶謙以丹楊兵四千人給劉備，劉備遂離開田楷，轉而依附陶謙。陶謙表劉備為豫州刺史，屯兵於小沛。
194年，陶謙病重，對別駕從事麋竺說：「非劉備不能安此州也。」陶謙死後，麋竺便率徐州人民迎劉備入主徐州，劉備未敢當。下邳陳登對劉備說：「現今漢室漸趨衰敗，海內傾覆，立功名、立事業，就在於今日。本州殷實富足，戶口百萬，希望屈就使君親臨撫牧本州事務。」劉備未敢接受，推辭說：「袁公路就近在壽春，此人家族四代中有五人列位三公，海內民心所歸，你可以徐州給與他。」陳登答：「袁術驕縱橫豪，不是治理亂局之主。現在希望您使君合共步兵騎兵十萬，對上可以匡扶主上、救濟人民，成就像春秋五霸之功業；對下可以割地自守、保境安民，寫下功業於竹帛上。若不見聽使君答許，在下亦未敢聽從使君。」
北海相孔融對劉備勸道：「袁公路豈是因憂慮國事而忘卻家庭之人？袁家縱然四世三公，卻早已都是墓中枯骨了，不足在意。今日之事，是百姓因你賢能而推舉你，天意讓你取徐州而你不取，將來後悔可就遲了。」劉備遂領徐州牧。
当时萧建、臧霸割据琅邪国，昌豨割据东海郡，袁术占领广陵郡，所以刘备实际控制的只有彭城国和下邳国。

### 轉戰呂布
195年，吕布被曹操打敗來投靠劉備,劉備善待禮遇他。吕布見劉備，極為尊敬地說：「我與你同為邊地出身的人，我見關東諸侯起兵，想要誅殺董卓。後來我殺董卓，被亂軍逼迫而向東走，關東諸將卻沒有一個人願意安置我不說，還有人想要殺死我。」於是呂布請劉備於帳中坐，並令妻子行禮，酌酒飲宴，擅自稱呼劉備為其弟，劉備聽了吕布這些言論，表面上雖不當一回事，但心裏卻對其有所戒備，最後劉備讓吕布屯於小沛駐紮。
建安元年（196年），袁术來攻徐州，劉備於盱眙、淮陰抵抗袁軍。曹操上表朝廷，劉備成為鎮東將軍，封為宜城亭侯。
劉備與袁术的大軍相持一個月，大戰之間彼此互有勝負。吕布乘下邳空虛，與下邳守將曹豹聯繫，趁機發動軍變，趕走了張飛，進而佔據下邳，反客為主，成為徐州實際上的掌權者。吕布擄獲劉備妻子，而此時的劉備卻轉戰海西。
東漢建安二年（197年）夏天，楊奉、韓暹等人盤踞在徐、揚二州之間，劉備率軍與其決戰，將其擊潰。後來，勢孤力竭的劉備不得已向吕布求和，吕布歸還其妻子，卻沒有歸還徐州的主導權，劉備只好遺派關羽守下邳，並自行還軍小沛，然後集合兵馬，又得萬餘人。《太平御覽》引《英雄記》稱楊奉和韓暹依附呂布時曾被呂布下令取劉備地麥，種下劉備計殺楊奉的遠因。
吕布得知劉備重新召集了軍隊，嫌惡於此，便再度攻打劉備，劉備兵敗，走投無路之下，只得歸順曹操。曹操相當厚待劉備，以其為豫州牧。劉備與曹操一同返回許都後，被任命為左將軍。
當時，劉備來投奔曹操的時候，曹操手下的謀士程昱就曾警告：「觀劉備有雄才而甚得眾心，終不為人下。」勸曹操趁早殺掉劉備，以免後患，但曹操認為當時天下未定、群雄四起，正是收英雄之時，不可因為劉備一人而失去天下之心。
建安三年（198年）春天，吕布派人攜金到河內買馬，被劉備派兵截取。吕布於是派高順、張遼等攻打劉備，雖然曹操曾派夏侯惇前往救援，但仍舊敗陣，沛国终究失守，於是劉備妻子又再度被吕布所擄。
十月，曹操親自東征，劉備在梁國界中與曹操會師，兩人合兵成功消滅了吕布，並將其活捉。劉備厭惡呂布反覆無常、恩將仇報的事情，遂在呂布向曹操請降以求活命時，拿過去丁原、董卓的例子告誡曹操，於是呂布終被絞殺於白門樓下。
劉備復得妻子，但卻未再重覽徐州大權，而是跟從曹操還師許都。曹操上表劉備為左將軍，對其禮之愈重，出則同車、坐則同席。

### 對抗曹操

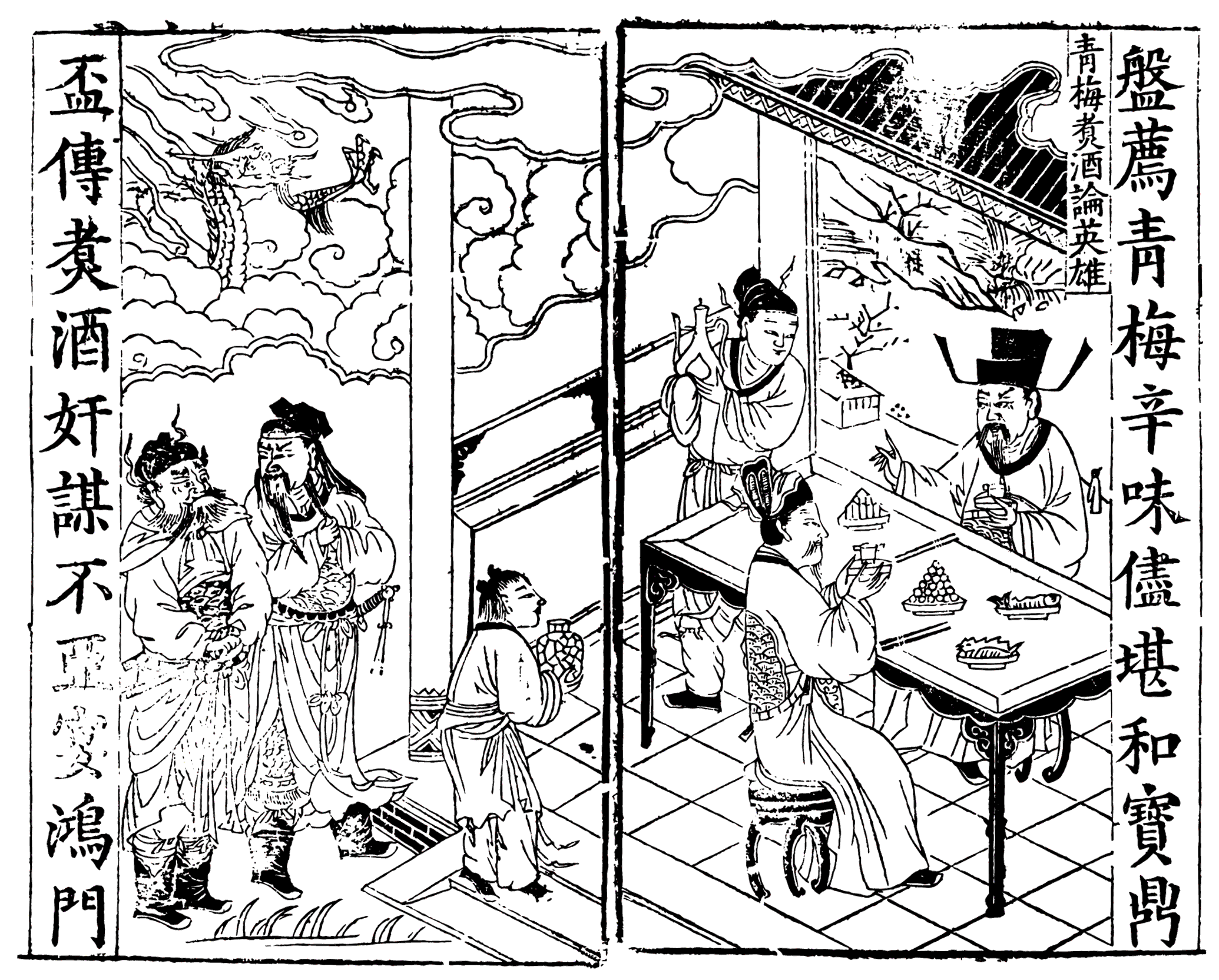
依《三國演義》所繪的煮酒論英雄

漢獻帝因曹操挾天子以令諸侯，發出衣带詔令其岳父董承伺機誅殺曹操，劉備尚未加入。
一日，曹操在花園宴請劉備，為了試探劉備對自己的忠誠度，席間曹操對劉備說：「今天下英雄，唯使君與操耳。本初之徒，不足數也。（當今天下，唯獨你我二人才稱得上是英雄，像袁紹這類人，不過徒有虛名之輩，不足掛齒。）」劉備聽了，知道曹操對自己有戒心，不禁一震，筷子從手中掉落。此時剛好打雷，劉備便對曹操說：「『聖人迅雷風烈必變』，良有以也。一震之威，乃可至於此也！（『即使是圣人，遇见打雷時也会改变表情』確有原因。一聲雷鳴，乃可以令我變成如此！）」《華陽國志》記載當時碰巧雷聲大作，劉備便把自己的失態歸咎於雷鳴。經此事後，劉備決定加入董承。此外劉備在許都時曾帶著關羽與曹操一起打獵。在打獵關羽趁沒人時勸說劉備殺死曹操，但劉備拒絕。不久，在南方失利的袁术想北投袁紹，劉備便以此為藉口，向曹操借兵出擊袁术，趁机摆脱曹操的控制。曹操派他督朱靈、路招攻擊袁术，但軍未到，袁术已病死。
199年，劉備遣朱靈、路招佔據下邳。200年，衣帶詔事件敗露，董承與其他相關人士被殺。劉備知道事情有變，便殺死徐州刺史車冑，然後留關羽守下邳，自己回守小沛，做好與曹操公然對決的準備。
另一方面，劉備派遣孫乾與袁紹聯合，打出對抗曹操的名目。曹操曾派劉岱、王忠領軍攻打劉備，但反被劉備擊破。同時，東海昌霸反叛，當地郡縣多有人投靠劉備，劉備軍再次聚起數萬人，並連同多個地方勢力一起反曹。
曹操後悔沒早殺劉備，決定親自東征劉備，雖然曹軍中將領多認為盤據河北的袁紹才是大敵，但曹操卻覺得劉備是英傑，若不先行討伐，久後必釀大禍，而曹操帳下的謀士郭嘉亦贊同曹操的決定。
劉備被曹軍大敗，小沛被佔。曹操虜獲了劉備的妻子，並生擒關羽、夏侯博。劉備率敗軍逃至青州，由當時的青州刺史袁譚親自迎接，並報知其父袁紹，袁紹以超出規格的待遇，親自出鄴城200里迎接劉備的到來。
刘备泄露曹操曾经对自己说的密言予袁绍，袁绍才知道曹操原来有针对自己的阴谋，曹操知道之後很生氣，咬舌至流血，以告誡眾人。刘备待了一個多月後，以前的部下又重新聚會。不久，曹操與袁绍於官渡交戰，汝南郡黃巾餘軍劉辟等响應袁绍叛曹，袁绍便派劉備率軍與劉辟會合。曹操派曹仁攻打汝南，劉備惟有再次還軍袁绍。
當時，劉備看出了袁紹性格上的缺陷，認為還是曹軍會獲勝，便想方設法離開袁绍，於是說服袁绍應南連劉表，袁绍同意，又派劉備到汝南與龔都會合。曹操另派蔡揚率軍攻打劉備，但反為劉備所破，蔡揚亦被劉備所殺。其後不久，曹操終於官渡之戰大敗袁绍。
建安六年（201年），曹操又出兵南擊劉備，劉備放棄汝南，入荊州投靠劉表:112。
劉備派麋竺、孫乾先與劉表會面。劉備到達荊州，受到劉表熱情的接待:112。劉表接納劉備後，便為他增加兵馬，命劉備屯兵於新野，守衛荊州北大門:112。
建安七年（202年），袁紹去世後，曹操接著率軍與袁尚、袁譚大戰於黎陽。此時許昌空虛，劉備奉劉表命令北伐曹操。曹將夏侯惇、于禁、李典等人率軍南下，劉備奉命北上迎敵:112。在新野北博望，劉備設好伏兵以後，便燒毁營屯假裝懼敵退卻:112。夏侯惇讓李典留守，自己和于禁追擊，追到博望，劉備伏兵將夏侯惇殺得大敗，曹軍損失慘重，向北退走:113。劉備在荊州聲望日高，引起劉表疑心劉備，處處戒備:113。
建安十二年（207年），曹操基本統一黃河流域之後，開始北上征伐北方烏丸，刘备力勸刘表乘機袭取许都，刘表没有採纳劉備建議:113。曹操北征烏丸，分別追擊袁尚、袁熙等袁氏餘部。
劉備在荊州幾年，知道水鏡先生就是司馬徽，便前去請教世事:114。司馬徽知道劉備來意，便對他說：「一個儒生見識淺俗之士，豈會認識時勢事務？認識時勢事務者，是那些英俊豪傑。其中自有臥龍（诸葛亮）、鳳雛（龐統）。」:114诸葛亮又受徐庶推薦，劉備希望徐庶引诸葛亮來見，但徐庶卻建議：「此人可就見，不可屈致也。將軍宜枉駕顧之。（此人只能前去拜謁，不可委屈他前來。將軍宜枉屈尊駕以顧望。）」:115

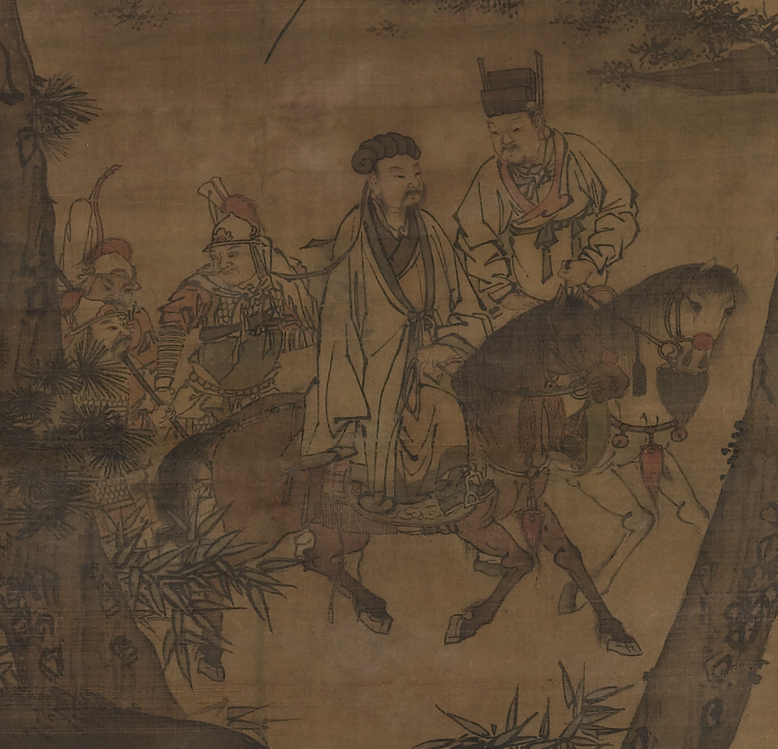
明朝《孔明出山圖》，孔明居左，劉備居右。陳壽稱他們是“解带写诚，厚相结纳”

### 南下之危

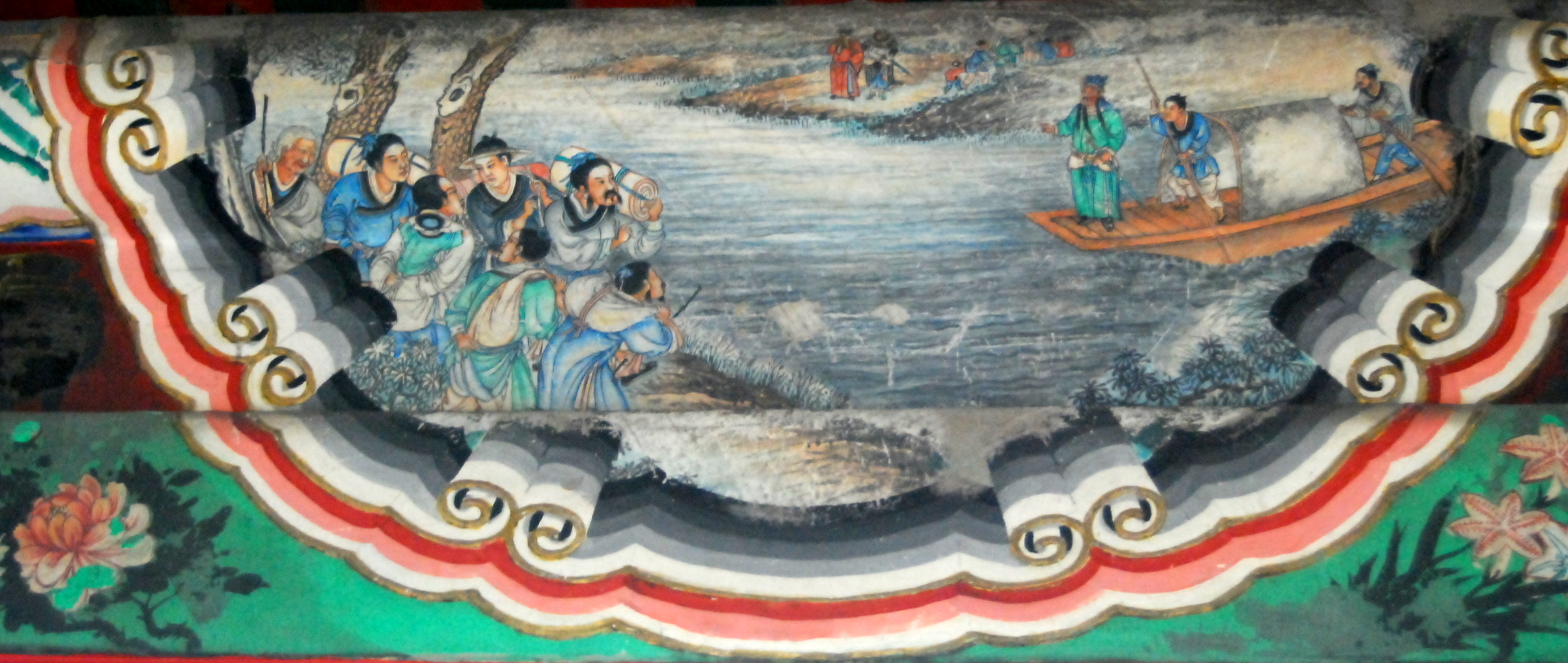
颐和园长廊彩绘中描述刘备携民渡江的情境

207年，劉備三顧茅廬，問計於諸葛亮：「漢室傾頹，奸臣竊命，主上蒙塵。孤不度德量力，欲信大義於天下，而智術淺短，遂用猖獗，至於今日。然志猶未已，君謂計將安出？（漢室衰敗，奸臣掌權，使天子（漢獻帝）蒙受苦難。我不自量德行與能力，欲伸張大義於天下，然而智術淺薄，時至今日，一無所成。然則志向仍未減，先生可以出謀畫策嗎？）」:116諸葛亮遂向他陳述三分天下之計，分析此時曹操挾天子而令諸侯，此誠不可與爭鋒；孫權據有江東，可以爲援而不可圖；又詳述荊州用武之國、戰略要地，而其主劉表不能守，此恐怕是上天賜予劉備；益州是漢高祖成就帝業之地，其主劉璋闇弱；更建議劉備等待時局有變，由荊州、益州進攻中原:116-117。這篇論說後世稱為《隆中對》，是此後數十年劉備和蜀漢基本國策:117。諸葛亮剛從隆中出來，受到劉備重視，只是由於劉備與自己情好日密，就引得「關羽、張飛等不悅」，最後還是劉備出來說：「我得孔明，猶如魚得到水。但願諸君别再说了。」；關羽、張飛才作罷:189。何宇度《益部談資》稱劉備在荊州擴軍，諸葛亮籌措軍需:239。
208年，曹操南下，時劉備屯於樊城。八月劉表病卒，次子劉琮繼任荊州牧，遣使曹操舉州投降。起初劉備不知劉琮決定投降，得知時曹軍尚在宛縣，尚未到達新野，劉備連忙棄城南撤。:138。在南渡漢水至襄陽時，諸葛亮曾勸劉備攻劉琮奪襄陽，但劉備不忍心進攻劉表之子，沒有攻打襄陽，只是在城下駐馬高呼劉琮出來相見，只來到劉表墓前祭奠，涕泣拜辭而去:139。劉備一行南下，荊州官吏百姓加入，走到當陽時，人數達10餘萬，輜重數千輛，一日只能走10幾里:139。惟有另派關羽乘數百艘船，直到江陵。有人向劉備進言：「宜速行保江陵，今雖擁大眾，披甲者少，若曹公兵至，何以拒之？（適宜速行而保江陵，現今雖然擁有很多隨行者，但士兵很少，若曹操軍追至，如何抵抗？）」:140劉備答道：「做大事必以人為本，現今人眾歸附於我，我又如何忍心離棄而去！」:877
當時江陵貯有劉表的大量糧儲、器械等軍實，曹操深怕劉備先佔領江陵，就拋棄輜重，以輕軍急行到襄陽。曹操聽聞劉備軍已離開襄陽，與曹純等領五千精騎急追，一日一夜疾行三百餘里。曹軍五千輕騎奔至當陽長坂坡追上劉備一行，劉備棄妻子，與諸葛亮、張飛、趙雲等數十騎走，10餘萬眾土崩瓦解，曹軍大舉擒獲劉備人眾輜重，張飛率20騎拒後，與曹兵邊打邊退:141。孫權之前派出魯肅來打探消息，在當陽長坂迎堵劉備:143。長坂會面後，魯肅隨劉備向東南斜趨漢津，在此適逢與關羽水軍會合，渡過沔水後向江夏進發:144。江夏太守劉琦聞劉備軍到來，率軍前去迎接，將劉備迎到夏口:144。此後，魯肅返回江東覆命，劉備進至樊口:144，同時派諸葛亮隨魯肅出使孫權，與孫權結盟。
孫權正式任命周瑜為左都督，程普為右都督，魯肅為贊軍校尉，率三萬水軍，與諸葛亮一起溯江西上，與樊口劉備軍會合:157。建安十三年冬，曹操親率20餘萬大軍從江陵順江東下，討伐孙权:158。黃蓋便向周瑜建議說：「今寇眾我寡，難與持久。然觀操軍船艦首尾相接，可燒而走也。」:159十二月，孫劉聯軍在赤壁至烏林一線以火攻大破曹軍，更追至南郡，曹操敗北。曹操一到江陵，便部署征南將軍曹仁、橫野將軍徐晃守江陵，折衝將軍樂進守襄陽，曹操撤回北方:161。

### 佔荊奪蜀

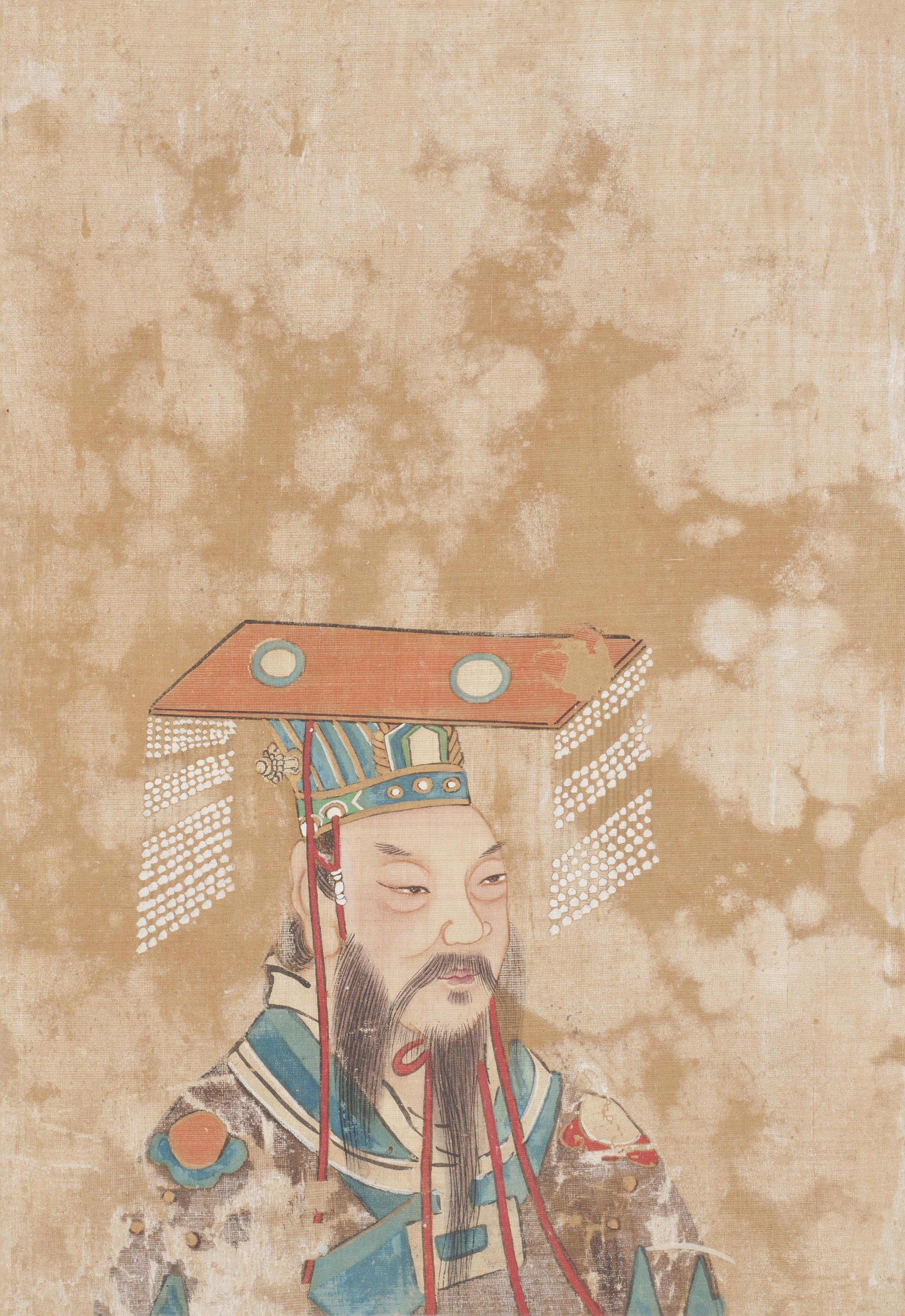
劉備

赤壁之戰後，劉備撤出江陵戰鬥，全力占據荊州江南四郡，先上表漢帝奏請劉琦為荊州刺史，兩萬大軍南下，武陵太守金旋獻城、長沙太守韓玄迎降、桂陽太守趙範讓位、零陵太守劉度稽顙:169。廬江人雷緒也率部曲數萬人投效。建安十三年（208年）十二月，荊州江南四郡盡為劉備所占領:170。劉琦死，群下推劉備為荊州牧，劉備即遣諸葛亮為軍師中郎將，督令零陵、桂陽、長沙三郡，收其租賦，以供軍實，又以關羽為襄陽太守（未实领）、蕩寇將軍駐江北，張飛為宜都太守、征虜將軍在南郡，趙雲為偏將軍領桂陽太守:179。廖立為長沙太守，郝普為零陵太守，向朗督秭歸、夷道、巫縣、夷陵四縣軍民事:188。劉備治於公安。而孫權逐漸害怕其勢力發展，為與劉備建立更鞏固的關係，在周瑜死後便依魯肅之策將南郡的江陵「借」（吳人用語）給劉備，遂提出將其妹嫁予劉備，史稱孫夫人。劉備到京口見孫權，則是要求其允許自己「都督荊州」，從未稱為借和還的協議，雙方關係表現的親密、寬度。時劉備擁有荊州大部份屬地，又收取荊襄名士龐統和馬良，整日操練人馬，伺機南征北伐。
以後，孫權曾派使希望與劉備一起取益州，劉備本想答應，因東吳不可能越荆州而有蜀，蜀地就可據為己有。但荊州主簿殷觀卻反對：「若為吳先驅，進未能克蜀，退為吳所乘，即事去矣。今但可然贊其伐蜀，而自說新據諸郡，未可興動，吳必不敢越我而獨取蜀。如此進退之計，可以收吳、蜀之利。（若我們為吳開路，前進未必能攻克蜀地，後退可能為吳乘虛而入，那時即大勢而去。現今但可以贊同他伐蜀，而自己推卻說剛佔據荊南諸郡，未能興兵妄動，吳必定不敢越過我境而單獨取蜀。依照此進退得宜之計謀，便可以收吳、蜀兩地之利。）」劉備依從其計，孫權果然終輟計劃。殷觀遂升遷為別駕從事。
建安十六年（211年）三月，曹操下令鍾繇率軍西征漢中張魯，讓夏侯淵出河東與鍾繇相會:233。益州牧劉璋遙聞曹操將遺鍾繇等向漢中討張魯，內心懷有恐懼。別駕從事蜀郡張松說服劉璋稱：「曹操兵強，無敵於天下，若因張魯之資源用以攻取益州土地，誰能抵禦？」劉璋說：「我固然擔憂，而未有計。」張松說：「劉備，使君之宗室，而且是曹操之深仇，善於用兵，若使之討伐張魯，張魯必可攻破。張魯攻破，則益州強大，曹操雖來，也無能為力。」在張松出言下，益州牧劉璋採納請劉備入蜀之意見，並派軍議校尉法正為使，孟達為副，各領兵2,000人，前往荊州邀請劉備入蜀助攻張魯:234。法正趁機向劉備談論益州的可以獲取，龐統也勸劉備取益州，劉備拒絕，認為需要與曹操做事風格相反，不能為了利益失信義於天下，龐統再勸如今是權變之時，統一以後封劉璋以大國也不是失信，今日不取，益州也終會成為他人的利益。劉備親自統帥進軍益州，龐統任軍師中郎將，將領黃忠、魏延、卓膺等輔助劉備:238。劉備與龐統一同進入益州。諸葛亮、關羽、張飛、趙雲、劉封、孟達、馬良等留在荊州:238。《吳書》稱劉備要知道蜀中的闊狹，兵器、府庫、人馬多少及多個要害之地的遠近，便向二人請教，張松、法正都一一詳述，更畫出地圖指示山川所在，所以劉備知道益州內情。
到達涪城，劉璋親自出迎，相見甚歡。張松、法正及龐統都提議劉備可乘機襲殺劉璋，當時龐統主張趁此機會，擒住劉璋。劉備以初來到蜀地，人心尚未信服，不宜輕舉妄動為由，未採納龐統建言。劉璋推薦劉備行大司馬，領司隸校尉，劉備又推薦劉璋行鎮西大將軍，領益州牧。劉璋增加劉備部兵員，及督白水軍，令他攻擊張魯。劉備當時總計有三萬多人，車甲、器械、資貨甚多。劉備到葭萌時，沒有馬上出兵，而是樹立恩德，收買民心。
建安十七年（212年）冬十月，曹操出兵攻打孫權，孫權向劉備告急，劉備對劉璋說欲還救荊州有急:249。劉備請求劉璋撥出兵士萬人與軍事物資。但劉璋只允諾給予四千兵馬，其餘物資僅提供一半。劉備受此激怒，忿忿說道：「吾為益州征強敵，師徒勤瘁，不遑寧居；今積帑藏之財而吝於賞功，望士大夫為出死力戰，其可得乎！（我為了益州征討強敵，軍隊勤瘁，無暇休息；現今劉璋積存起財富而不用於賞功，卻希望士大夫能為他出力死戰，這又怎可能！）」當時張松不知劉備用意，寫信質問：「今大事垂可成立，如何釋此去乎（眼看就要大事底定，為何拋下一切離去）？」結果被其兄張肅據此告密，張松遭到處死，導致劉備與劉璋關係惡化，劉璋命令各要塞守軍不得與劉備關通文件，劉備於此背景下也不可能援救孫權。劉備依龐統提出的計謀，召白水关守将杨怀、高沛到來並將其斬殺，而在《太平御覽》引《零陵先賢傳》中則稱劉備是在決裂前在宴會中設計騙楊懷交出匕首後以楊懷破壞盟好為由將其斬殺。另外又派黃忠、卓膺率軍攻劉璋，一路佔領至涪城。劉璋連忙派出劉璝、冷苞、張任、鄧賢、中郎将吴懿等與對抗劉備，皆破败，退保绵竹，吴懿至刘备军前投降，拜为讨逆将军。刘璋后遣护军李嚴、参军费观督绵竹军抗拒刘备，两人陣前倒戈亦率众投降，同拜裨將軍，劉備軍勢強，分軍平定各郡縣。但劉備軍卻被雒城守將劉循阻擋攻勢。從建安十八年建安十九年，劉備圍攻雒城將近一年，龐統被流矢射中，重創身亡:251。張飛、趙雲、劉封等隨諸葛亮率軍入蜀，關羽留下鎮守荊州，馬良、麋芳、士仁、廖化協助關羽鎮守荆州:259。建安十九年（214年）夏，諸葛亮入蜀援軍溯江而上:260。諸葛亮分兵進攻成都：張飛從墊江北上直取巴西郡治閬中，從北面攻成都；趙雲從長江西攻取江陽北上犍為郡治武陽，從南面攻成都；諸葛亮親自沿涪江取德陽，直取成都:261。
建安十九年（214年）夏，雒城終被攻破。李恢受劉備派遣到漢中與馬超交好，馬超正想離開張魯，劉備暗暗派出人馬與馬超兵眾會合，馬超率領大隊人馬開到成都城北屯駐:264-265。劉備乘勢率漢軍進圍成都數十日。劉備派簡雍進入成都勸說劉璋投降，劉璋與簡雍「同輿而載，出城歸命」；劉璋向劉備繳械投降，益州易主，歸屬劉備:265。由於蜀中繁盛、安樂，劉備便設宴大慰勞士卒，又取蜀城中的金銀，分賜將士，還其谷帛。劉備皆處之顯任，盡其器能，有志之士，無不競勸，益州之民，是以大和。有議論勸劉備將成都城中房舍及城外的田地、桑園分賜給諸將，但趙雲反駁說：「從前漢朝大將霍去病曾說過『匈奴未滅，無用家為』，何況現在國賊不只像匈奴只有一個，還不到可以安定下來的時候，必須等到天下的亂賊都平定之後，才可讓眾人返回家鄉去種植桑梓，回歸故土去耕作田地，這樣才是正道。益州的人民是第一次遭遇到戰爭，應該將田宅房產歸還給百姓，先讓他們安居樂業，然後才能叫他們服傜役、繳稅，也才能得到益州的民心。」劉備便聽從趙雲的建議，有志之士便都紛紛來投靠劉備。

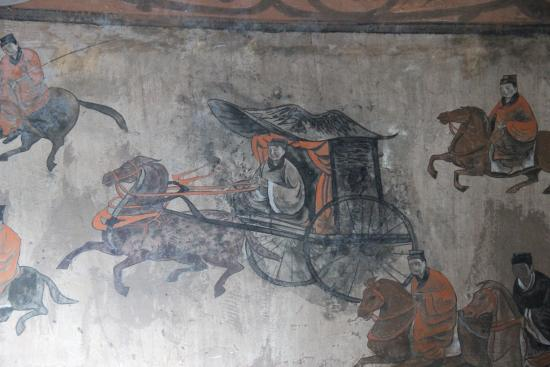
鄭州打虎亭漢墓中展示東漢騎兵車馬的壁畫

### 漢荊之爭
在建安二十年（215年）三月，曹操征伐漢中，七月破南鄭，十一月最終降服張魯，搶在劉備之前佔有漢中:281。
孫權以劉備已得益州，因為對荊州歸屬問題理解分歧，便要求獲得荊州，劉備答道：「須得涼州，當以荊州相與（交給）。」:284孫權忿恨，乃派遣呂蒙施襲，進奪長沙、桂陽，以假消息誘騙得零陵郡。劉備聽聞消息，放下曹操，親自率五萬大軍到公安，同時下令關羽進軍益陽，與孫權軍對峙。
之後，曹操破張魯，嚴重威脅到蜀地門戶。劉備派使者與孫權議和，孫權派諸葛瑾答覆劉備，雙方最終決定和好。為盡快解決荊州問題，回兵保衛益州，劉備孫權即以湘水為界，江夏、長沙、桂陽三郡屬於孫吳:284，而南郡、零陵、武陵以西則屬劉備所有，孙权将已佔领的零陵还给刘备，劉備回軍江州。
八月，孫權在東線進攻合肥，曹將張遼、李典據城抵抗，擊退孫權:288。十一月，張魯逃遁至巴西，偏將軍黃權對劉備說：「若失漢中，則三巴不振，此為割蜀之股臂也。」:286因此劉備遣黃權率兵迎向張魯，但張魯已降曹操。曹操派夏侯淵、張郃屯兵漢中，數次武力侵犯巴郡邊界。劉備令張飛進兵宕渠，與張郃等於瓦口爭戰，大破張郃等眾。張郃收兵還退南鄭。翌年二月，曹操留夏侯淵、張郃鎮守漢中，自己回鄴城:289。
建安二十三年（218年），劉備採法正勸諫，率軍進攻漢中。諸葛亮鎮守成都，劉備親率大軍征漢中，法正隨從參謀軍機，趙雲、黃忠、魏延、張飛、馬超、吳蘭等從征，曹操、劉備爭奪漢中之戰開始:290。但漢軍先頭部隊卻被曹軍打敗。劉備一路直攻漢中，進兵至陽平關與夏侯淵、張郃等曹軍對峙，為保證道路暢通，劉備派大將陳式率十餘營兵士駐紮在馬嗚閣道，曹將夏侯淵派大將徐晃襲擊陳兵，陳式軍被打敗，士兵紛紛跳入山谷，傷亡慘重:291。曹操下令賜徐晃節杖，並說：「此閣道，漢中之險要喉也。劉備欲斷絕外內，以取漢中。將軍一舉，克奪賊計，善之善者也。」:291
劉備「急書發益州兵」，諸葛亮與從事楊洪商議對策，楊洪說：「漢中則益州咽喉，存亡之機會，若無漢中則無蜀矣，此家門之禍也。方今之事，男子當戰，女子當運，發兵何疑」；諸葛亮非常看重楊洪見識，當即發兵支援漢中前線:291。
從建安二十二年（217年）劉備出兵起，雙方在漢中僵持一年多，建安二十四年（219年）春劉備聽從法正計策，從陽平南渡沔水，依定軍山恃險安營:291。夏侯淵帶少數兵力爭奪定軍山營地，法正對劉備說：「可擊矣」；劉備便命黃忠乘高鼓噪攻之，居高臨下，衝入敵陣，殺死夏侯淵:292。一舉斬殺了夏侯淵及曹操所置的益州刺史趙顒等。
建安二十四年三月（219年），曹操自長安率兵經褒斜谷趕往漢中，劉備說：「曹公雖來，無能為也，我必有漢川矣。」:294
劉備在險處死守，不與曹軍交戰。諸葛亮親坐益州，將人力、物力及時補充到劉備軍中:296。夏五月，曹操引兵撤出漢中，漢中歸劉備所有:297。
另一方面，劉備又遣劉封、孟達、李嚴等進攻上庸等東三郡，房陵太守蒯祺被殺，上庸及西城守將申耽及申儀兄弟等見曹操率軍返回中原，抵抗無望便開城投降。
秋七月，馬超、龐羲、射援、諸葛亮、關羽、張飛、黃忠、法正、李嚴等120人聯名上表劉備為漢中王:300。劉備於沔陽設置祭壇場地，陳兵列眾、群臣陪位、宣讀奏訖，自立漢中王，後還治成都。
臨去前，劉備又提拔魏延為都督漢中太守，坐鎮漢中以防曹魏。回到成都的劉備建起館舍，修築亭障，從成都至白水關，四百餘區。當時宛城侯音起義，曹操各郡各自守備，曹仁孤軍南下。關羽率軍從江陵北上，發動襄樊戰役:308。
曹操得知樊城告急，派遣于禁增援。禁七軍火速增援曹仁，關羽與于禁交鋒，時至八月，大雨滂沱，山洪暴發，漢水驟漲，水淹七軍，于禁束手就擒，部下幾乎全部投降，副將龐德被活捉不降，最後被關羽所殺:310。
此時，孫權趁關羽出兵、荊州守備空虛之際，派呂蒙白衣渡江，撕毀湘水之盟，以靈活手段放棄輔漢伐曹聯盟，偷襲劉備所領荊州，沿途攔截了關羽設立的烽火台。十月，呂蒙任征荊州大督，率兵西上，公安士仁、江陵麋芳開城投降:322-323。關羽回軍江陵途中，陸遜任右護軍、鎮西將軍屯駐夷陵，呂蒙任南郡太守駐江陵:324。關羽至當陽西保麥城，敗走麥城後，士兵繼續逃散，關羽身邊只剩十餘騎:325-326。
十二月關羽被孫權大將潘璋部馬忠捕殺，孫權將其首級送至洛陽曹操處:326。孫劉聯盟正式決裂。

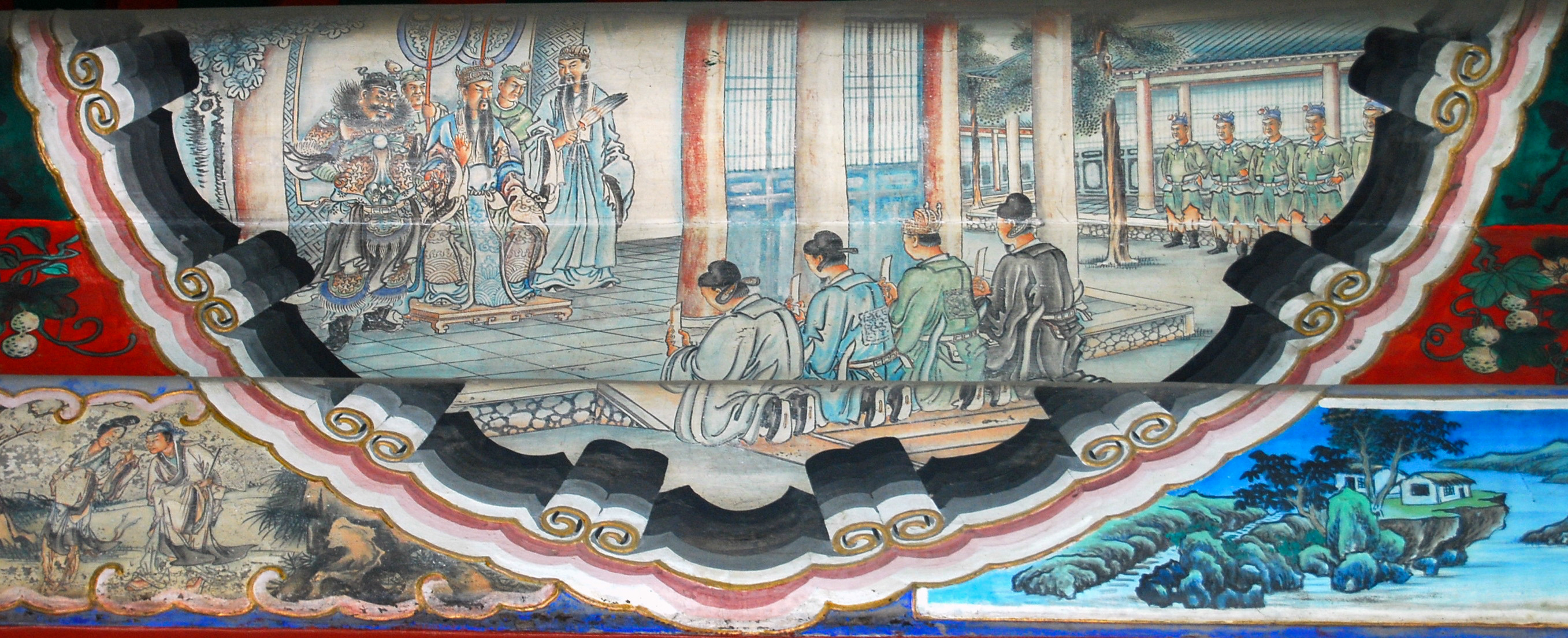
颐和园长廊彩绘中描述劉備稱帝的情境

### 遺恨夷陵

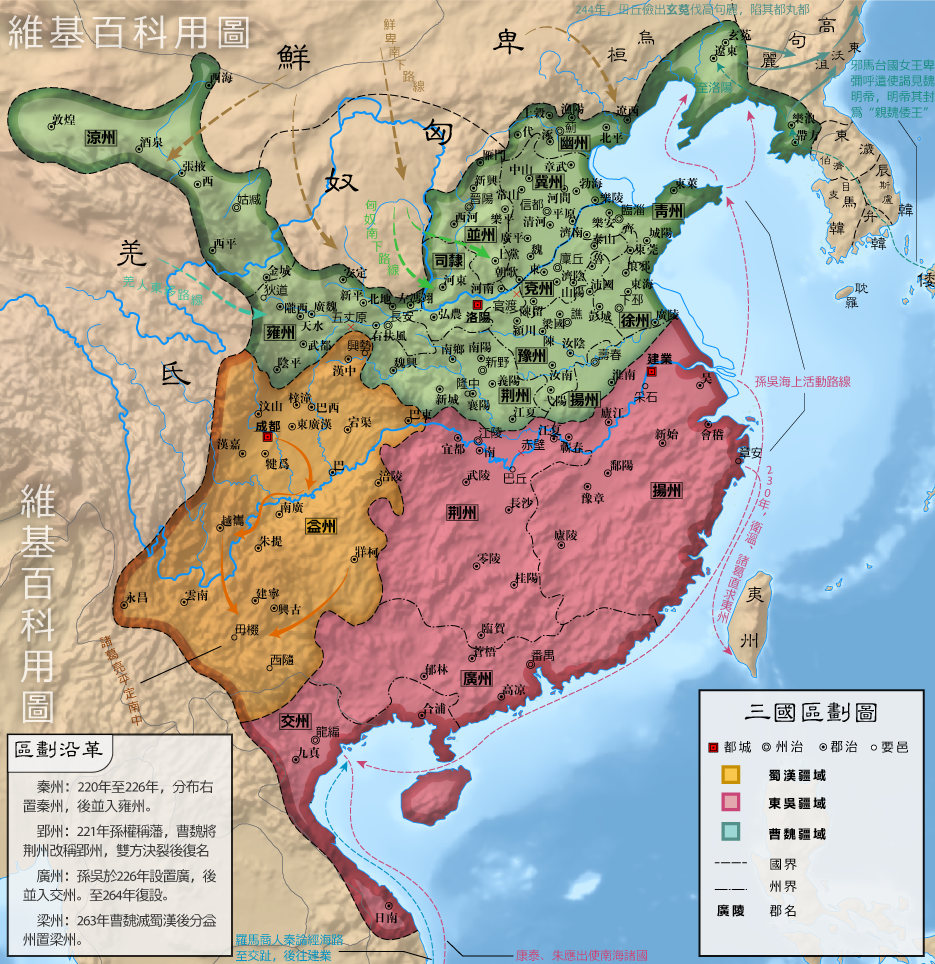
三國形勢

建安二十五年（220年）正月，曹操逝世，劉備也曾派遣韓冉奉書弔唁，「並致賻贈之禮」，但最後卻失敗:371。劉備一方面為了探取曹魏方面的動向，以準備伐吳戰事，一方面冀望曹魏即便不相助伐吳，也能袖手旁觀，遂以吊喪為名，但最後卻被曹丕洞察其意，無果而終。三月改元延康，十月，曹丕代漢稱帝:337。十二月，當時有謠言指漢獻帝劉協已被加害，劉備便穿喪服發喪，諡劉協為孝愍皇帝（但實際上劉協仍在世）。同年，法正、黃忠去世:346-347。
221年，群臣勸劉備登基為帝，劉備不答應，諸葛亮用耿純遊說劉秀登基故事勸劉備（光武帝劉秀登基時，同為漢室的更始帝劉玄仍在世，此後赤眉軍攻破長安殺劉玄），劉備才決定接受群臣擁立，四月初六在成都武擔山之南接受皇帝璽綬，改元章武:340-341。國號仍為「漢」，史稱蜀漢。四月丙午日（5月15日），大赦天下，以諸葛亮為丞相，許靖為司徒。設置百官，建立宗廟，祭祀漢高祖以下。
五月，立皇后吳氏，劉禪為皇太子。六月，以劉永為魯王，劉理為梁王。
魏文帝曹丕召集眾臣討論，侍中劉曄認為蜀漢一定要出兵攻打孫吳，理由是：「蜀雖狹弱，而備之謀欲以威武自強，勢必用眾以示其有餘。且關羽與備，義為君臣，恩猶父子；羽死不能為興軍報敵，於終始之分不足。」:344
七月，劉備不采纳趙雲、劉巴、雍茂等人的劝告，執意發動戰爭。劉備率軍沿江而下，討伐東吳:349。
張飛被部下刺殺:347。但這不改劉備伐吳的念頭。孫權先派人給蜀漢送信求和，又令諸葛亮哥哥諸葛謹致箋勸劉備息兵罷戰，劉備一概拒絕:374。
孫權把國都從建業遷到武昌，以便指揮戰爭:374。起初，漢軍氣勢如虹，不過吳將陸遜採以逸待勞兵法而戰之，最終於章武二年（222年）大敗漢軍。
陸遜大敗劉備，「殺其兵八萬餘人，備僅以身免」:376。蜀漢多位將領戰死。劉備退至秭歸，趙雲率兵到達白帝城，巴西太守閻芝派馬忠率5千人馬隨後到達:384。劉備退到永安縣:406。当时曹丕已经调集大军，准备讨伐孙权，孫權聽聞劉備沒往成都撤退，而是駐紮在離前線很近的白帝，甚為懼怕。章武二年十二月，孫權派太中大夫鄭泉到白帝城見劉備，正式表示向蜀漢請和:410。劉備也遣太中大夫宗瑋使吳，表示贊同蜀漢、東吳兩國和好:410。

### 白帝託孤

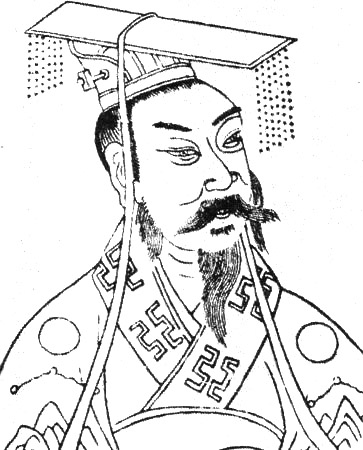
劉備

當劉封失掉漢中東面三郡逃回成都後，劉備聽從諸葛亮建議賜死劉封:413。同年，太傅許靖、尚書令劉巴、驃騎將軍馬超先後病逝:416。南中越夷高定曾向新道進攻，被李嚴打退:416。
漢嘉郡太守黃元聽說劉備在永安病重，於章武二年十二月舉兵反叛:416。
章武三年（223年）二月，諸葛亮接到劉備詔書，帶著劉永、劉理從成都來到永安:415。三月，黃元進兵，攻燒臨邛縣:278。益州治中從事楊洪立即把黃元之動向報告給劉禪，劉禪派將軍陳曶、鄭綽進討黃元:416。陳曶、鄭綽兩人在南安峽口生擒黃元，將其押回成都正法:416。
四月下旬:417，劉備對諸葛亮說：「你的才能是曹丕的十倍，必定能夠安定國家，終可成就大事。如果嗣子（劉禪）可以輔助，便輔助他；如果他沒有才幹，你可以自作决断。」:918諸葛亮涕泣說：「臣必定竭盡自己所有力量，報效忠貞之氣節，繼續至死為止！」:918劉備又要劉禪和其他兒子「與丞相從事，事之如父。」:918:918
劉備臨終前，託孤於丞相諸葛亮，尚書令李嚴為副:891。臨終時，與劉永說：「我死後，你們兄弟要對父親般奉事丞相（諸葛亮），你們與丞相只是共事而已。」:891夏四月癸巳（當為壬午，農曆四月二十四日，公元223年6月10日:266），劉備崩逝於永安宮，時年六十三:891。孙權派立信都尉馮熙出使蜀漢，弔唁劉備:14。諸葛亮上言讚揚劉備。五月，遺體自永安運返成都发丧，諡為昭烈皇帝:891。八月，入葬惠陵:891。
亦有郭沫若等学者认为由于条件所限，刘备就地下葬于今奉节县，并未归葬成都。

### 生平大事总结
| 劉備平生大事記 | 劉備平生大事記 | 劉備平生大事記                                        | 劉備平生大事記 |
| -------------- | -------------- | ----------------------------------------------------- | -------------- |
| 161年          | 延熹四年       | 幽州涿郡涿縣出生                                      |                |
| 184年          | 光和七年       | 加入鎮壓黃巾之亂的戰爭                                |                |
| 194年          | 初平五年       | 領徐州牧                                              |                |
| 198年          | 建安三年       | 被呂布擊敗 與曹操聯合取得下邳之戰的勝利               |                |
| 200年          | 建安五年       | 被曹操擊敗 逃往袁紹營中 投奔劉表                      |                |
| 207年          | 建安十二年     | 三顾茅庐                                              |                |
| 208年          | 建安十三年     | 與孫權聯盟，擊退曹操，取得赤壁之戰的勝利 佔領荊南各郡 |                |
| 215年          | 建安二十年     | 擊敗劉璋，取得益州                                    |                |
| 219年          | 建安二十四年   | 擊敗曹操，攻取漢中 進位漢中王                         |                |
| 221年          | 章武元年       | 登基稱帝                                              |                |
| 222年          | 章武二年       | 發動夷陵之戰，戰敗                                    |                |
| 223年          | 章武三年       | 白帝託孤                                              |                |

## 庙号争议
《三国志·先主传》中并没有记载刘备庙号。李慈铭怀疑刘备庙号烈祖是由刘渊所追尊。章学诚根据《三国志·先主传》中诸葛亮宣读的遗诏，指出刘备庙号是太宗。卢弼认为章学诚的说法不足据，如果刘备庙号太宗，《三国志》本传没有不记载的道理。郭善兵则认为刘备庙号缺失不能归咎于史书记载疏漏，而是受到郑玄礼学“一祖二宗与四亲庙”七庙学说影响所致。

## 为人处事
刘备喜怒不形于色，常以谦虚恭敬待人，深知「得人心者得天下」的道理，重視以寬仁厚德待人，與那些殘民以逞、暴虐嗜殺的軍閥判然有別，因此而爭取到了人心。刘备不怎么喜欢读书，喜欢打獵、音乐和華美的衣物。
小时候，家中有棵大桑树，遙望見如同车盖，刘备與宗中小兒於樹下玩耍時說過：「吾必當乘此羽葆蓋車（我必定會乘坐此羽飾華蓋之車）。」叔父劉子敬聽到後，不禁當下斥責他：「汝勿妄語，滅吾門也（你不要胡說，會招來滅門之禍）。」
劉備曾經和牽招結「刎頸之交」，之後牽招效力劉備所對立的曹操一族，曹魏代漢後，劉備在蜀地以漢朝名義稱帝，因此牽招也對這些事情感到忌諱。
孫策十四歲時去壽陽拜訪袁術，不久突然看到劉備也要拜訪袁術，孫策見狀打算離開。袁術對孫策問說：「劉備跟你有何關係？」孫策回答：「沒有，只是因為英雄忌人。」而後孫策從東階下去劉備則剛好從西階上來，劉備回頭看著孫策的走路姿勢，便停駐下來不再往前走了。
《世說新語·識鑒》有則裴潛對劉備的評價，裴潛投曹後，有一日曹操問裴潛說：「你曾經在荊州跟劉備共事過，你覺得劉備這人才能如何?」裴潛回說：「在中國統治能亂人而無法治理天下，但如果讓劉備在乘間守險時他卻能作為一方之主。」
劉備在部下聲譽受損或是特殊的理由可能叛離自己時，往往站出來捍衛部下聲譽和保護部下家眷。田豫因母親年老無人供養請求離開劉備，劉備難過地向田豫告別說：「真想跟你共成大事啊。」徐庶母被抓，徐庶淚崩辭別劉備。趙雲於當陽與劉備等人走散時有人向劉備讒言說趙雲降曹，劉備一聽拿起手戟丟向進讒言者說：「趙雲不可能會背叛我。」糜芳背叛，劉備對愧疚的糜竺說兄弟罪不相及。夷陵之敗黃權不得已降魏，劉備說道：「孤負黃權，權不負孤也。」依然善待其家人。龐統中箭身亡，屬下張存在劉備面前詆毀龐統說：「龐統盡忠而死雖然可惜，但畢竟是違背了大雅之義。」劉備聽完震怒說：「龐統殺身成仁，反而不對嗎？」下令罷張存之官。
劉備沒有鬍鬚，曾被张裕取笑；有一次，劉備與劉璋於涪縣會面時，張裕時為璋從事在一旁陪坐，由於裕的鬍鬚濃密，被劉備嘲笑說道：「過去吾在涿縣時遇到好多姓毛的人，四方許多毛，涿縣縣令聲稱說：『許多毛（毛）繞涿（歜）而居』。」但裕立刻反唇相譏：「過去某人當上黨郡潞縣長，後來升任為涿縣縣令，當他辭任歸家時，有人寫信給他，要是寫了潞縣就丟了涿縣，而寫上涿縣又失去潞縣，就寫道『潞（露）涿（歜）君』。」，讓劉備對張裕一直沒什麼好感。後在劉備攻漢中之前，張裕說會出師不利，但劉備仍照著既定計畫出兵，結果劉備拿下漢中，不過兩名大將吳蘭、雷銅等也在此戰中身亡，以致於劉備記恨張裕。某天，張裕私下對人說：「庚子年間（220年）會改朝換代；主公入主蜀地的九年後，也會再次失去蜀地，劉氏運氣將會消盡。」謠言亂傳，最終入劉備之耳，劉備不滿張裕散布滅亡謠言，以張裕的預言沒有應驗，把他關入獄中。諸葛亮請求劉備寬恕他，劉備只說：「就算是芳香的蘭花，長出來擋在門口，都不得不除去。」於是殺了張裕，棄市。
劉備死前告誡其子劉禪的遺詔，其言辭懇切，令人莫不動容。文中，劉備勸劉禪最重要的一句話，便是「勿以惡小而為之，勿以善小而不為。惟賢惟德，能服於人。」古人教子，常以德為根基，因為唯有賢德之人，才能服人。
刘备一生征战，史書中記載了一些關於他行軍作戰的事蹟。在荊州依附劉表時，曾建議劉表北伐曹操，劉表不接受。劉備住荊州數年，一次與劉表飲酒時起至廁所，見大腿贅肉生，慨然流涕。還坐，劉表奇怪問起劉備，劉備說：「我戎馬半生，常常身不離鞍，大腿贅肉皆消。今天不復騎馬，大腿贅肉生。日月若馳，老年快將至矣，而功業不能建立，是以為之悲嘆。」後衍生出成語「髀肉復生」。
而劉備攻打益州時，趙戩曾言：“刘备是不是沒用啊？不會用兵、每战必败，四處逃亡都來不及了，要怎麼謀取他人的領地？蜀地雖小，卻有天險可以固守，很難一下子就拿下來的。”認為劉備不會用兵，沒本事拿下益州，傅幹卻說：「劉備為人寬仁，能使人為他拼命效力；又有諸葛亮、關羽、張飛等人傑輔佐他，哪裡沒用了？」結果劉備果真取攻佔益州。
刘备与诸葛亮的君臣际遇，通常被史家视为君臣之典范。三顾茅庐后刘备称得到诸葛亮是“鱼之有水”。诸葛亮在刘备尚在时，就已经为丞相录尚书事假节，张飞被暗杀后又领司隶校尉，集政治实际权力于一身，这在古代是很罕见的。刘备去世时举国托孤诸葛亮，被陈寿称为“君臣之至公，古今之盛轨”。
諸葛亮在《答惜赦》一文中提及劉備生前跟諸葛亮商談時反對年年搞大赦。劉備說：「我以前在陳紀、鄭玄間周旋問他們如何治理亂世之道，陳、鄭二人都絕口不提搞大赦。像劉表還有劉璋父子年年搞大赦，對治理亂世有什麼樣的幫助啊！」
建安十七年（西元212年）荀彧自盡的傳聞傳到孫權耳中，孫權派人將此事告訴劉備。劉備得知荀彧自殺後怒嗆曹操：「老賊不死，禍亂未已。」

## 轶事典故

### 求田問舍
劉備投奔劉表後，某日呂布舊部許汜和劉備及劉表聊天論英雄，在宴會上提到陳登，許汜很不滿地指責陳登態度囂張高傲，在作客陳登家時不和自己說話，陳登睡大床而讓身為客人的許汜睡小床。劉備不以為然地反擊許汜：「你有國士之名，現在天下大亂，聖上顛沛流離，希望你能為國事著想，並拋開家事，心存救世的意念。而你只想四處寄宿白吃白喝（求田問舍），說的話都不能信，這就是陳登最討厭的性格了，怎麼會和你說話？換作是小弟我，早就睡在百尺高樓上，而讓你改睡地上，豈只是上下床的區別？」因此劉表聽了大笑起來，令許汜相當難堪。

### 跃马檀溪
相传刘备屯军于樊城时，刘表忌惮刘备的为人，一直不敢信任他。一天，刘备应刘表邀请前去赴宴。席间，刘表部下蒯越、蔡瑁欲加害于他，被刘备察觉，以上厕所为由偷偷溜掉，然后骑上的卢飞速奔逃。慌乱之中，陷进襄阳城西的檀溪水中，无法挣脱出来。刘备着急万分，对的卢叫喊道：“的卢，现在是十万火急的时刻，你一定要加把劲呀！”的卢听后一跃三丈，从溪水中跳了出来，刘备得以逃脱。

### 三顾茅庐
刘备驻扎新野时，苦于无人辅佐，便访求名士。得知南阳隆中有一号「卧龙」，唤作诸葛亮的隐士，便决定前往拜谒诸葛亮，请求他出山辅佐自己。去了三次方才见到诸葛亮，诸葛亮与刘备便在「茅庐」之中对谈，为刘备出谋划策，制定了未来的总战略方针，即《隆中對》。经过「三顾茅庐」之后，诸葛亮同意出山辅佐刘备，最终成就了刘备的帝业。

## 评价

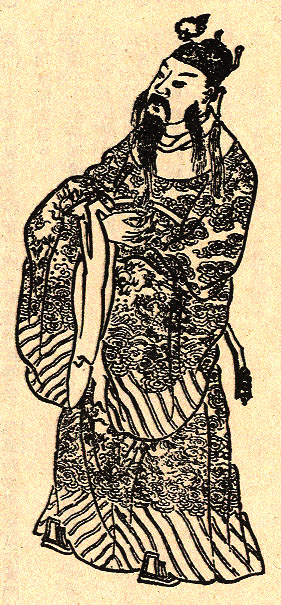
清代《三國演義》中表現劉備形象的插畫

### 时人评价

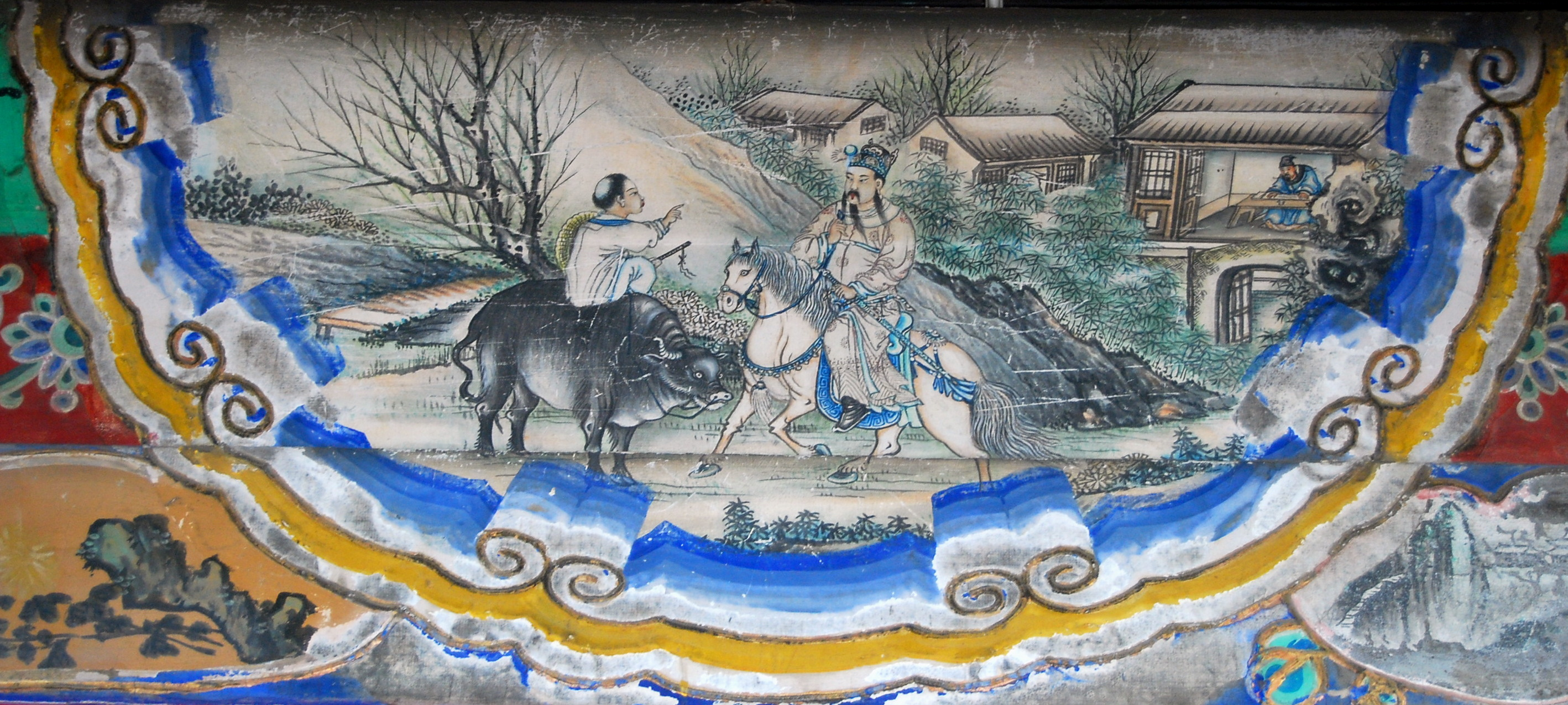
颐和园长廊彩绘：三国演义故事，刘备路访水镜（骑马者为刘备）

- 陳壽评曰：“先主之弘毅宽厚，知人待士，盖有高祖之风，英雄之器焉。及其举国托孤于诸葛亮，而心神无贰，诚君臣之至公，古今之盛轨也。机权干略，不逮魏武，是以基宇亦狭。然折而不挠，终不为下者，抑揆彼之量必不容己，非唯竞利，且以避害云尔。”（《三國志·蜀書·先主傳第二》）、「劉備天下稱雄，一世所憚」（《三國志·吳書·陸遜傳第十三》）。尽管刘备并非西晋认为的正统政权，陈寿在三国志内仍然坚持使用同帝王本纪接近的用词，例如在刘备本传称刘备先主，称讳且不直呼其名，去世用和崩相等的殂字。这与三国时代另一位君主孙权的处理手法是不同的。这可以体现陈寿对刘备的尊重，抑或是故国情怀。
- 曹操：“方今收英雄时也，杀一人而失天下之心，不可。”、“夫刘备，人杰也，今不击，必为后患，将生忧寡人。”、“刘备，吾俦也。但得计少晚。”（《三國志·魏書·武帝紀第一》）“今天下英雄，唯使君与操耳。本初之徒，不足数也。”（《三國志·蜀書·先主傳第二》）
- 孫策：“英雄忌人。”（《裴子語林》）
- 孙权：“非刘豫州莫可以当曹操者。”（《三國志·蜀書·諸葛亮傳第五》）「猾虜乃敢挾詐！」（《三國志·吳書·周瑜魯肅吕蒙傳第九》）
- 诸葛亮：上言於刘禅曰：“伏惟大行皇帝迈仁树德，覆焘无疆，昊天不吊，寝疾弥留，今月二十四日奄忽升遐，臣妾号咷，若丧考妣。乃顾遗诏，事惟大宗，动容损益；百寮发哀，满三日除服，到葬期復如礼；其郡国太守、相、都尉、县令长，三日便除服。臣亮亲受敕戒，震畏神灵，不敢有违。臣请宣下奉行。”（《三國志·蜀書·先主傳第二》）“刘豫州王室之胄，英才盖世，众士仰慕，若水之归海，若事之不济，此乃天也，安能復为之下乎！”（《三國志·蜀書·諸葛亮傳第五》）“刘公雄才盖世，据有荆土，莫不归德，天人去就，已可知矣。”（《三國志·蜀書·董劉馬陳董呂傳第九》）
- 关羽：“吾受劉將軍厚恩，誓以共死，不可背之。”（《三國志·蜀書·關張馬黃趙傳第六》）
- 袁绍：“刘玄德弘雅有信义，今徐州乐戴之，诚副所望也。”（《三國志·蜀書·先主傳第二》）
- 袁術：“術生年以來，不聞天下有劉備。”（《三國志·魏書·呂布張邈臧洪傳第七）
- 曹丕：「備不曉兵，豈有七百里營可以拒敵者乎！『苞原隰險阻而為軍者為敵所禽』，此兵忌也。孫權上事今至矣。」（《三國志·魏書·文帝紀第二》）「劉備既孤老智窮，勢極正使欲與死爭，則諸將軍便當就穴中，持取之爾。」（《與諸將書》）「非賢兄之貢，則執事之貽也。」（《答劉備書》）
- 孫盛：“刘备雄才，處必亡之地，告急於吳，而獲奔助，無緣復顧望江渚而懷後計。”（《三國志·蜀書·先主傳第二》）
- 趙戩：“刘备其不济乎？拙于用兵，每战则败，奔亡不暇，何以图人？”（《三國志·蜀書·先主傳第二》）
- 傅幹：“刘备宽仁有度，能得人死力。諸葛亮達治知變，正而有謀，而為之相；張飛、關羽勇而有義，皆萬人之敵，而為之將；此三人者，皆人傑也。以備之略，三傑佐之，何為不濟也？”（《三國志·蜀書·先主傳第二》）
- 刘元起：“吾宗中有此儿，非常人也。”（《三國志·蜀書·先主傳第二》）
- 劉子平：“備有武勇。”[70]（《三國志·蜀書·先主傳第二》）
- 程昱：“观刘备有雄才而甚得众心，终不为人下，不如早图之。” 、“劉備有英名，關羽、張飛皆萬人敵也”（《三國志·魏書·程郭董劉蔣劉傳第十四》）
- 郭嘉：「备有雄才而甚得众心。张飞、关羽者，皆万人之敌也，为之死用。（郭）嘉觀之，（劉）備終不為人下，其謀未可測也。古人有言：『一日縱敵，數世之患。』宜早為之所。」（《三國志·魏書·程郭董劉蔣劉傳第十四》）
- 刘晔：「明公（曹操）以步卒五千，將誅董卓，北破袁紹，南征劉表，九州百郡，十並其八，威震天下，勢慴海外。今舉漢中，蜀人望風，破膽失守，推此而前，蜀可傳檄而定。刘备，人傑也，有度而迟，得蜀日淺，蜀人未恃也。今破漢中，蜀人震恐，其勢自傾。以公之神明，因其傾而壓之，無不克也。若小緩之，諸葛亮明於治而為相，關羽、張飛勇冠三軍而為將，蜀民既定，據險守要，則不可犯矣。今不取，必為後憂。」、「蜀雖狹弱，而備之謀欲以威武自強，勢必用眾以示其有餘。且關羽與備，義為君臣，恩猶父子。羽死不能為興軍報敵，於終始之分不足。」（《三國志·魏書·程郭董劉蔣劉傳第十四》）
- 贾诩：「吳、蜀雖蕞爾小國，依阻山水，有雄才，諸葛亮善治國，孫權識虛實，陸議見兵勢，據險守要，汎舟江湖，皆難卒謀也。用兵之道，先勝後戰，量敵論將，故舉無遺策。臣竊料群臣，無備、權對，雖以天威臨之，未見萬全之勢也。昔舜舞干戚而有苗服，臣以為當今宜先文後武。」（《三國志·魏書·荀彧荀攸賈詡傳第十》）
- 陈登：“雄姿杰出，有王霸之略，吾敬刘玄德。”（《三國志·魏書·桓二陳徐衛盧傳第二十二》）
- 太史慈：“以君有仁義之名，能救人之急，故北海區區，延頸恃仰，使慈冒白刃，突重圍，從萬死之中自託於君，惟君所以存之。”（《三國志·吳書四》）
- 法正：「先主有雄略。」「以明將軍之英才，乘劉牧之懦弱；張松，州之股肱，以響應於內；然後資益州之殷富，馮天府之險阻，以此成業，猶反掌也。」（《三國志·蜀書·龐統法正傳第七》）
- 華覈：“蜀為西藩，土地險固，加承先主統御之術，謂其守禦足以長久。不圖一朝，奄至傾覆。”（《三國志·華覈傳》）
- 曹奐：“於時乃考因羣傑虎爭，九服不靜，乘間阻遠，保據庸蜀，遂使西隅殊封，方外壅隔。自是以來，干戈不戢，元元之民，不得保安其性，幾將五紀。”（《三國志·蜀書·後主傳第三》）
- 陳群：“昔劉備自成都至白水，多作傳舍，興費人役，太祖知其疲民也。”（《三國志·魏書·桓二陳徐衞盧傳第二十二》）
- 劉琮：“吾不若也。”（卷六 魏書六 董二袁劉傳第六 三國志（晉）陳壽（南朝宋）裴松之注）
- 張悌：“玄德與操，智力多少，士眾眾寡，用兵行軍之道，不可同年而語，猶能暫以取勝，是時又無大吳掎角之勢也。”
- 陶謙：“非劉備不能安此州也。”（《三國志·蜀書·先主傳第二》）
- 孔融：“今日之事，百姓與能，天與不取，悔不可追。”（《三國志·蜀書·先主傳第二》）
- 蒯越、傅巽：“以劉備而敵曹公，又弗當也。”（卷六 魏書六 董二袁劉傳第六 三國志（晉）陳壽（南朝宋）裴松之注）
- 周瑜：“刘备以枭雄之姿，而有關羽、張飛熊虎之將，必非久屈為人用者。”（《三國志·吳書·周瑜魯肅吕蒙傳第九》）
- 魯肅：“劉備天下梟雄，與操有隙，寄寓於表，表惡其能而不能用也。”（《三國志·吳書·周瑜魯肅吕蒙傳第九》）
- 陸遜：「備干天常，不守窟穴，而敢自送……尋備前後行軍，多敗少成，推此论之，不足为戚。」、「備是猾虜，更嘗事多」、「劉備天下知名，曹操所憚，今在境界，此强对也。」、「斯三虏者（曹操、劉備、關羽）当世雄杰，皆摧其锋。」（《三國志·吳書·陸遜傳第十三》）
- 张松：「刘豫州，使君之宗室而曹公之深雠也，善用兵，若使之讨鲁，鲁必破。鲁破，则益州强，曹公虽来，无能为也。」（《三國志·蜀書·先主傳第二》）「劉豫州，使君之肺腑，可與交通。」、「今州中諸將龐羲、李異等皆恃功驕豪，欲有外意，不得豫州（劉備），則敵攻其外，民攻其內，必敗之道也。」 （《三國志·蜀書·劉二牧傳第一》）
- 刘巴：“备，雄人也，入必为害，不可内也。”（《三國志·蜀書·董劉馬陳董呂傳第九》註引《零陵先賢傳》）
- 彭羕：“仆昔有事於诸侯，以为曹操暴虐，孙权无道，振威闇弱，其惟主公有霸王之器，可与兴业致治，故乃翻然有轻举之志。”（《三国志·卷四十·蜀书十·刘彭廖李刘魏杨传第十》）
- 锺会：“益州先主以命世英才，兴兵朔野，困踬冀、徐之郊，制命绍、布之手，太祖拯而济之，与隆大好。”（《三國志·魏書·王毌丘諸葛鄧鍾傳第二十八》）
- 杨戏的《季汉辅臣赞》中赞昭烈皇帝：“皇帝遗植，爰滋八方，别自中山，灵精是锺，顺期挺生，杰起龙骧。始于燕、代，伯豫君荆，吴、越凭赖，望风请盟，挟巴跨蜀，庸汉以并。乾坤复秩，宗祀惟宁，蹑基履迹，播德芳声。华夏思美，西伯其音，开庆来世，历载攸兴。”“自我中漢之末，王綱棄柄，雄豪並起，役殷難結，生人塗地。於是世主感而慮之，初自燕、代則仁聲洽著，行自齊、魯則英風播流，寄業荊、郢則臣主歸心，顧援吳、越則賢愚賴風，奮威巴、蜀則萬里肅震，厲師庸、漢則元寇斂跡，故能承高祖之始兆，復皇漢之宗祀也。然而姦凶懟險，天徵未加，猶孟津之翔師，復須戰於鳴條也。天祿有終，奄忽不豫。雖攝歸一統，萬國合從者，當時俊乂扶攜翼戴，明德之所懷致也，蓋濟濟有可觀焉。遂乃並述休風，動於後聽。”（《季漢輔臣贊》）
- 裴潜：“使居中國，能亂人，不能為治。若乘邊守險，足為一方之主。”（《世說新語·識鑒第七》）（《三國志·魏書·和常楊杜趙裴傳第二十三》）[71]
- 吕布：“是儿最叵信者。”（《三国志·魏书·吕布臧洪传第七》）
- 吕布诸将：“备数反覆难养，宜早图之。”（《三國志·蜀書·先主傳第二》注引王沈《魏书》）
- 黃權：“左將軍有驍名，今請到，欲以部曲遇之，則不滿其心，欲以賓客禮待，則一國不容二君。”（《三國志·卷四十三·蜀書十三·黃李呂馬王張傳第十三》）
- 王朗：“劉將軍之與大魏，兼而兩之，總此二義。”（裴注《三國志·卷三十八·蜀書八》）
- 韋昭：“漢王據蜀郡，崇好結和親。乖微中情疑，讒夫亂其間。”（卷二十二 志第十二 樂四 宋書（梁）沈約 ）

### 後世評價

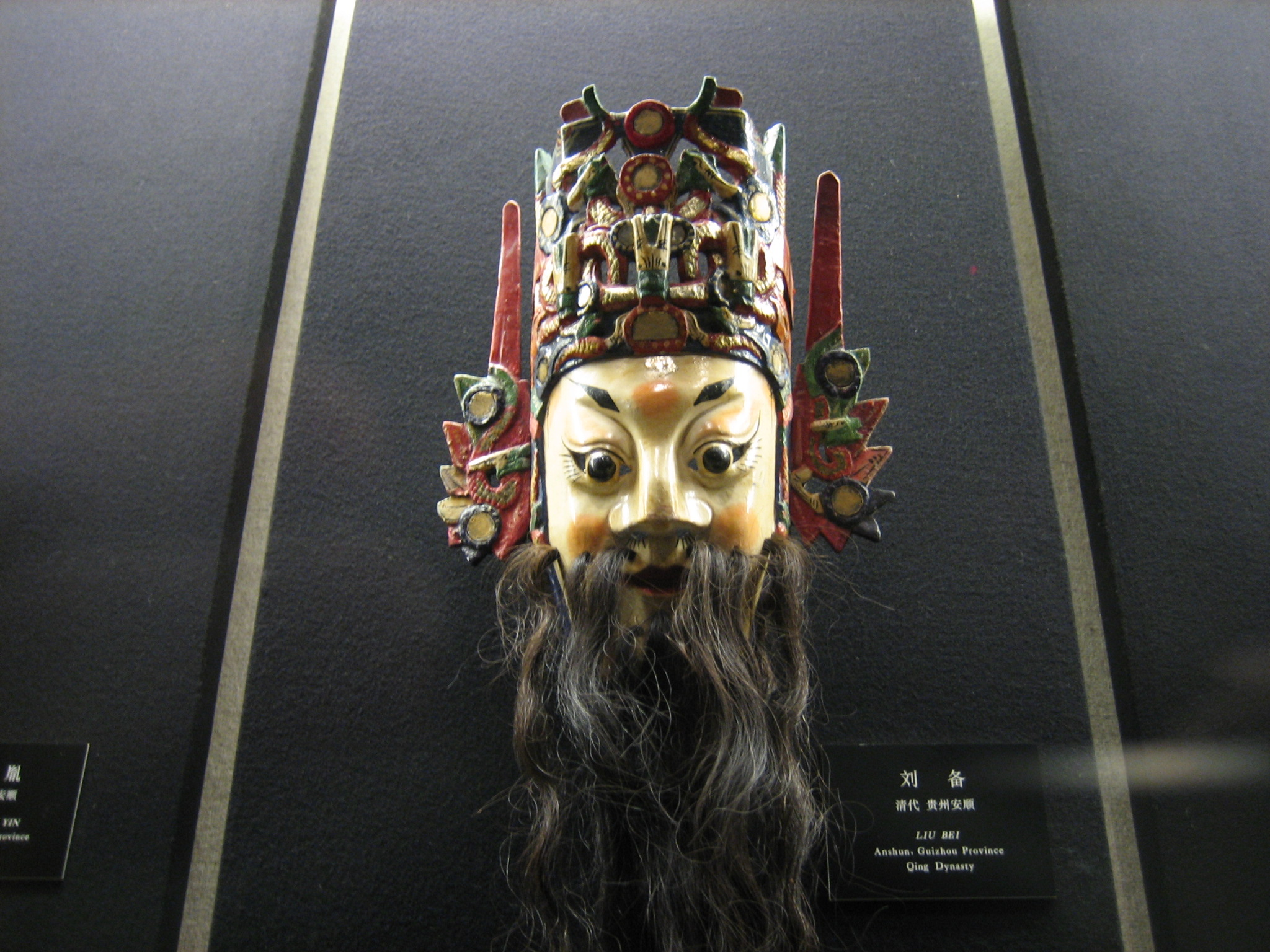
清代安顺地戏面具刘备像

- 張輔：“世人見魏武皇帝處有中土，莫不謂勝劉玄德也，餘以玄德為勝。夫撥亂之主，先以能收相獲將為本，一身善戰，不足恃也，世人以玄德為呂布所襲，為武帝所走，舉軍東下，而為陸遜所覆。雖曰為呂布所襲，未若武帝為徐榮所敗、失馬被創之危也；玄德還據徐州，形勢未合，在荊州，景叔父子不能用其計，舉州降魏，手下步騎，不滿數千，為武帝大眾所走，未若武帝為呂布北騎所禽、突火之急也；為陸遜所覆，未若武帝為張繡所困，挺身逃遁，以喪二子也。然其忌克，安忍無親，董公仁、賈文和恆以佯愚自免，荀文若、楊德祖之徒多見賊害，行兵三十餘年，無不親征，功臣謀士，曾無列土之封，仁愛不加親戚，惠澤不流百姓，豈若玄德威而有恩、勇而有義、寬弘而大略乎？諸葛孔明，達治知變，殆王佐之才，玄德無強盛之勢，而令委質，張飛、關羽皆人傑也，服而使之，夫明闇不相為用，能否不相為使，武帝雖處安強，不為之用也，況在危急之間，勢弱之地乎？若令玄德據有中州，將與周室比隆，豈徒三傑而已哉？” （《藝文類聚 卷二十二 人部六》）
- 习凿齿曰：“先主虽颠沛险难而信义愈明，势偪事危而言不失道。追景升之顾，则情感三军；恋赴义之士，则甘与同败。观其所以结物情者，岂徒投醪抚寒含蓼问疾而已哉！其终济大业，不亦宜乎！”（《三國志·蜀書·先主傳第二》）
- 常璩曰：「漢末大亂，雄桀並起。若董卓、呂布、二袁、韓、馬、張楊、劉表之徒，兼州連郡，眾逾萬計，叱吒之間，皆自謂漢祖可踵，桓、文易邁。而魏武神武幹略，戡屠蕩盡。於時先主名微人鮮，而能龍興鳳舉，伯豫君徐，假翼荊楚，翻飛樑、益之地，克胤漢祚，而吳、魏與之鼎峙。非英才命世，孰克如之！然必以曹氏替漢，宜扶信順，以明至公；還乎名號，為義士所非。及其寄死託孤於諸葛亮，而心神無貳，誠‘君臣之至公，古今之盛軌’也。」（《華陽國志·劉先主志》）
- 劉淵：“故孝愍委棄萬國，昭烈播越岷蜀，冀否終有泰，旋軫舊京。”（《晉書·卷一百一·載記第一》）
- 裴松之：「漢武用虛罔之言，滅李陵之家，劉主拒憲司所執，宥黃權之室，二主得失縣（懸）邈遠矣。《詩》云『樂只君子，保艾爾後』，其劉主之謂也。」（裴松之注《三國志·蜀書·黃李呂馬王張傳第十三》）
- 陸機：“劉公因險飾智，功已薄矣，其俗陋矣。”（卷四十八 吳書三 三嗣主傳第三 三國志（晉）陳壽（南朝宋）裴松之注 ）
- 张辅：“刘备威而有恩，勇而有义，宽宏而大略”（《藝文類聚卷二十二》）
- 虞世南：“劉公待劉璋以賓禮，委諸葛而不疑，人君之德，於斯為美。彼孔明者，命世之奇才，伊、呂之儔匹。臣主同心，魚水為譬。但以國小兵弱，斗絕一隅，支對二方，抗衡上國。若使與曹公易地而處，騁其長算，肆關、張之武，盡諸葛之文，則霸王之業成矣！”（《帝王略論》）
- 王勃：“以先主之寬仁得眾，張飛、關羽萬人之敵，諸葛孔明管、樂之儔，左提右挈，以取天下，庶幾有濟矣。然而喪師失律，敗不旋踵。奔波謙、瓚之間，羈旅袁、曹之手，豈拙於用武，將遇非常敵乎？”
- 朱敬则：“蜀先主抱英济之器，无角逐之材。远窜荆蛮，畏曹公之神武；奄有庸蜀，乘刘璋之政衰。国小人夷，风颓俗陋。”（《全唐文》）
- 李德裕：“蜀主之任孔明，苻堅之用景略，雖關羽不能移，樊世不能惑，蜀與秦皆君安國理，非專任之效歟？”（《全唐文·卷七百九》）
- 杜甫：“蜀主窥吴幸三峡，崩年亦在永安宫。翠华想像空山里，玉殿虚无野寺中。古庙杉松巢水鹤，岁时伏腊走村翁。武侯祠堂常邻近，一体君臣祭祀同。”（《詠懷古跡五首之四》）
- 劉禹錫：“天地英雄氣，千秋尚凜然。勢分三足鼎，業复五銖錢。得相能開國，生兒不像賢。淒涼蜀故妓，來舞魏宮前。”（《蜀先主庙》）
- 王勃：“以先主之宽仁得众，张飞、关羽万人之敌，诸葛孔明管、乐之俦，左提右挈，以取天下，庶几有济矣。然而丧师失律，败不旋踵。奔波谦、瓒之间，羁旅袁、曹之手，岂拙于用武，将遇非常敌乎？”（《三国论》
- 司馬光：「昭烈之漢，雖云中山靖王之後，而族屬疏遠，不能紀其世數名位，亦猶宋高祖稱楚元王後，南唐烈祖稱吳王恪後，是非難辨，故不敢以光武及晉元帝為比，使得紹漢氏之遺統也。」（《資治通鑑·第六十九卷·魏紀一》）
- 苏洵：“项籍有取天下之才，而无取天下之虑；曹操有取天下之虑，而无取天下之量；玄德有取天下之量，而无取天下之才。”（《項籍》）
- 苏辙：“世之言者曰：孙不如曹，而刘不如孙。刘备唯智短而勇不足，故有所不若于二人者，而不知因其所不足以求胜，则亦已惑矣。盖刘备之才，近似于高祖，而不知所以用之之术。昔高祖之所以自用其才者，其道有三焉耳：先据势胜之地，以示天下之形；广收信、越出奇之将，以自辅其所不逮；有果锐刚猛之气而不用，以深折项籍猖狂之势。此三事者，三国之君，其才皆无有能行之者。独一刘备近之而未至，其中犹有翘然自喜之心，欲为椎鲁而不能纯，欲为果锐而不能达，二者交战于中，而未有所定。是故所为而不成，所欲而不遂。弃天下而入巴蜀，则非地也；用诸葛孔明治国之才，而当纷纭征伐之冲，则非将也；不忍忿忿之心，犯其所短，而自将以攻人，则是其气不足尚也。嗟夫！方其奔走于二袁之间，困于吕布而狼狈于荆州，百败而其志不折，不可谓无高祖之风矣，而终不知所以自用之方。”（《三國論》）
- 辛棄疾：“求田問舍，怕應羞見，劉郎才氣。”（《水龍吟》）
- 謝采伯：「孫權運籌於內，劉備、諸葛亮、周瑜、關侯等，合謀並智，方拒得曹操，敗之於赤壁，亦未為竒政縁。」（《密齋筆記·卷二》）
- 何去非：“方其豪杰并起，而备已与之周旋于中原矣。始得徐州而吕布夺之，中得豫州而曹公夺之，晚得荆州而孙权夺之。备将兴复刘氏之大业，其志未尝一日而忘中州也。然卒无以暂寓其足，委而西入者，有曹操、孙权之兵轧之也。”
- 萧常：“昭烈父子以帝室支属，介在一隅，而正位号，尚数十年，由先汉至是，垂祀五百，三代以还，葢未之有。人主之结人心，其效廼尔，有大物者，庸可忽诸。”（《萧氏续后汉书》）
- 朱熹：“當時只有蜀先主可與有為耳……只有先主名分正。”（《朱子語類 卷一百三十六 歷代三》）
- 郝经：“汉得天统，莽簒而在光武，操窃而在昭烈。魏吴虽僣，犹夫吴楚也。昭烈天资仁厚，宇量（阙）毅，岿然一世之雄。以兴复汉室为己任，崎岖百折，偾而益坚。颠沛之际，信义逾明。故能终系景命，信大义于天下。任贤使能，洒落诚尽，使诸葛亮以死自效。复见三代君臣，高、光为不亡矣。国贼未讨，境土未复，而偾军崩殂，哀哉！”（《郝氏续后汉书》）
- 方孝孺：“夫昭烈至仁厚，孔明之忠順，固可以為君臣師表。”（《《蜀漢本末·序》》）
- 朱天然：“帝室之胄，蓋世之雄。正統之紹，太史之公。”（《歷代古人像贊》）
- 陶宗仪：“备又非人望之所归。周瑜以枭雄目之，刘巴以谁人视之，司马懿以诈力鄙之，孙权以猾虏呼之。”（《南村辍耕录·卷二十五》）
- 杨璟：“昔据蜀最盛者，莫如汉昭烈。且以诸葛武侯佐之，综核官守，训练士卒，财用不足，皆取之南诏。然犹朝不谋夕，仅能自保。”
- 胡三省：“自漢以下，所以詔敕嗣君者，能有此言否？”（《資治通鑑音注》）
- 孙承恩：“贤矣昭烈，宽厚弘毅。崎岖立国，仗信履义。推诚任贤，肝胆孚契。顾命数词，可训后世。”（《文简集·卷三十八》）
- 王夫之：“刘先主以汉室之裔，保蜀土，奉宗祧，任贤图治，民用乂安，尚矣。”（《宋论·卷一》）
- 康熙帝：「昭烈於亮平日以魚水自喻，亮之忠貞豈不深知，受遺時何至作此猜疑語，三國人以譎詐相尚，鄙哉！」[2]:267（《御批通鑒輯覽》）
- 趙翼：「關、張、趙雲自少結契，終身奉以周旋，即羈旅奔逃，寄人籬下，無寸土可以立業，而數人者患難相隨，別無貳志，此固數人者之忠義，而備亦必有深結其隱微而不可解者矣。」（《廿二史劄記·卷七》）
- 張龍岡：“昭烈君臣當時發兵新野，其有功德於人民者甚厚，千載而下，不可無祠。”（《新野文史資料 第16輯》）
- 劉良卿：“竊惟漢室傾頹﹐羣雄並起，曹操篡逆之賊，孫權僭竊之豪，無足道者。獨昭烈以帝室之胄，三顧孔明，以討賊恢復為己任，信義著於天下。間關百戰，勞苦萬狀,始得王於一方，以紹漢統。使假之年，則削吳、魏，正位中原不難矣﹐而卒不能者，天也。”（朱一玄，劉毓忱編．《中國古典小説名著資料叢刊 《三國演義》資料彙編》）
- 蔡東藩：“劉先主起自寒微，以一販履織蓆之貧民，獨能具有大志，交結英雄，為國討賊，較諸曹阿瞞之已為朝吏，奉遣出兵，其難易固屬不同，其忠義亦自有別，正不特一為漢裔，一為閹奴已也。關張兩人，或剛或暴，而與劉先主交遊，偏能沆瀣相投，誓同生死，此正可見劉先主之駕馭英雄，自有令人傾倒、樂為用命者，怒鞭督郵一事，閲者稱快，安得舉天下後世之貪官污吏，盡付英雄之鞭笞乎？”
- 孫中山：“我等之興中會便是漢朝之劉備、諸葛亮。”
- 毛泽东：“刘备的优点主要于是善于用人，善于团结各方人士。而缺点则表现在两个方面：一是好感情用事；二是不能区分主次矛盾。”
- 王震：“劉玄德憎惡不仁不義，我認為他是個重仁義，道德方面也很高尚的領導者。”（日本著名思想家池田大作談吉川英治的《三國》）
- 歷史學家、《三國史話》作者呂思勉認為，劉備急於併吞劉璋是失敗之遠因[72]:123。倘使劉備替劉璋北攻張魯，這是可以攻下，而馬超、韓遂等還未全敗，彼此聯合，以擾中原，曹操倒難於對付；劉備不肯北攻張魯，而要反噬劉璋，以至替曹操騰出平定關中和涼州之時間，而且仍給以削平張魯之機[72]:123。然而本可聯合涼州諸將共擾關中，卻變做獨當大敵[72]:124。伐吳之役，劉備因為是能做一番事業，意志必較堅定，理智必較細密，斷不會輕易動於感情；況且感情必是動於當時，時間稍久，感情就漸漸衰退，理智就漸漸清醒[72]:124。然其禍根，亦因急於要取益州，以致對於荊州不能兼顧之故；所以心計過工，有時也會成為失敗原因，真個閲歷多之人，倒覺得凡事還是少用機謀，依著正義而行好[72]:125。
- 《劉備傳》作者張作耀認為，劉備人生道路危機四伏、滿途坎坷[2]:277。這是一個戰鬥歷程：起步、挫折、爬起、再挫，發展至立足一方[2]:277-278。撇開劉備政治動機不談，折而不撓、敗不氣餒、終不為下，為憧憬之目標而奮鬥不懈，始終如一[2]:278。劉備與關羽、張飛一經結義，終身不易[2]:278。與下士同席而坐，無所簡擇；善待部下，士卒感恩，願為驅使[2]:279-280。

## 家庭

### 世系
按照《三国志》和裴松之注所引《典略》记载，刘备先祖有三种可能。
|               |               |               |               |               |               |  |  | 汉景帝 刘启   |               |               |               |               |               |  |  |               |               |               |               |               |               |  |  |  |  |  |  |  |  |  |  |  |  |  |  |  |  |  |  |
|               |               |               |               |               |               |  |  |               |               |               |               |               |               |  |  |               |               |               |               |               |               |  |  |  |  |  |  |  |  |  |  |  |  |  |  |  |  |  |  |
|               |               |               |               |               |               |  |  |               |               |               |               |               |               |  |  |               |               |               |               |               |               |  |  |  |  |  |  |  |  |  |  |  |  |  |  |  |  |  |  |
| 长沙定王 刘发 | 长沙定王 刘发 | 长沙定王 刘发 | 长沙定王 刘发 | 长沙定王 刘发 | 长沙定王 刘发 |  |  | 中山靖王 刘胜 | 中山靖王 刘胜 | 中山靖王 刘胜 | 中山靖王 刘胜 | 中山靖王 刘胜 | 中山靖王 刘胜 |  |  | 常山宪王 刘舜 | 常山宪王 刘舜 | 常山宪王 刘舜 | 常山宪王 刘舜 | 常山宪王 刘舜 | 常山宪王 刘舜 |  |  |  |  |  |  |  |  |  |  |  |  |  |  |  |  |  |  |
| 长沙定王 刘发 | 长沙定王 刘发 | 长沙定王 刘发 | 长沙定王 刘发 | 长沙定王 刘发 | 长沙定王 刘发 |  |  | 中山靖王 刘胜 | 中山靖王 刘胜 | 中山靖王 刘胜 | 中山靖王 刘胜 | 中山靖王 刘胜 | 中山靖王 刘胜 |  |  | 常山宪王 刘舜 | 常山宪王 刘舜 | 常山宪王 刘舜 | 常山宪王 刘舜 | 常山宪王 刘舜 | 常山宪王 刘舜 |  |  |  |  |  |  |  |  |  |  |  |  |  |  |  |  |  |  |
| 舂陵节侯 刘买 | 舂陵节侯 刘买 | 舂陵节侯 刘买 | 舂陵节侯 刘买 | 舂陵节侯 刘买 | 舂陵节侯 刘买 |  |  | 陆城侯 刘贞   | 陆城侯 刘贞   | 陆城侯 刘贞   | 陆城侯 刘贞   | 陆城侯 刘贞   | 陆城侯 刘贞   |  |  | 真定顷王 刘平 | 真定顷王 刘平 | 真定顷王 刘平 | 真定顷王 刘平 | 真定顷王 刘平 | 真定顷王 刘平 |  |  |  |  |  |  |  |  |  |  |  |  |  |  |  |  |  |  |
| 舂陵节侯 刘买 | 舂陵节侯 刘买 | 舂陵节侯 刘买 | 舂陵节侯 刘买 | 舂陵节侯 刘买 | 舂陵节侯 刘买 |  |  | 陆城侯 刘贞   | 陆城侯 刘贞   | 陆城侯 刘贞   | 陆城侯 刘贞   | 陆城侯 刘贞   | 陆城侯 刘贞   |  |  | 真定顷王 刘平 | 真定顷王 刘平 | 真定顷王 刘平 | 真定顷王 刘平 | 真定顷王 刘平 | 真定顷王 刘平 |  |  |  |  |  |  |  |  |  |  |  |  |  |  |  |  |  |  |
| 郁林太守 刘外 | 郁林太守 刘外 | 郁林太守 刘外 | 郁林太守 刘外 | 郁林太守 刘外 | 郁林太守 刘外 |  |  |               |               |               |               |               |               |  |  | 真定烈王 刘偃 | 真定烈王 刘偃 | 真定烈王 刘偃 | 真定烈王 刘偃 | 真定烈王 刘偃 | 真定烈王 刘偃 |  |  |  |  |  |  |  |  |  |  |  |  |  |  |  |  |  |  |
| 郁林太守 刘外 | 郁林太守 刘外 | 郁林太守 刘外 | 郁林太守 刘外 | 郁林太守 刘外 | 郁林太守 刘外 |  |  |               |               |               |               |               |               |  |  | 真定烈王 刘偃 | 真定烈王 刘偃 | 真定烈王 刘偃 | 真定烈王 刘偃 | 真定烈王 刘偃 | 真定烈王 刘偃 |  |  |  |  |  |  |  |  |  |  |  |  |  |  |  |  |  |  |
| 巨鹿都尉 刘回 | 巨鹿都尉 刘回 | 巨鹿都尉 刘回 | 巨鹿都尉 刘回 | 巨鹿都尉 刘回 | 巨鹿都尉 刘回 |  |  |               |               |               |               |               |               |  |  | 真定孝王 刘由 | 真定孝王 刘由 | 真定孝王 刘由 | 真定孝王 刘由 | 真定孝王 刘由 | 真定孝王 刘由 |  |  |  |  |  |  |  |  |  |  |  |  |  |  |  |  |  |  |
| 巨鹿都尉 刘回 | 巨鹿都尉 刘回 | 巨鹿都尉 刘回 | 巨鹿都尉 刘回 | 巨鹿都尉 刘回 | 巨鹿都尉 刘回 |  |  |               |               |               |               |               |               |  |  | 真定孝王 刘由 | 真定孝王 刘由 | 真定孝王 刘由 | 真定孝王 刘由 | 真定孝王 刘由 | 真定孝王 刘由 |  |  |  |  |  |  |  |  |  |  |  |  |  |  |  |  |  |  |
| 南顿令 刘钦   | 南顿令 刘钦   | 南顿令 刘钦   | 南顿令 刘钦   | 南顿令 刘钦   | 南顿令 刘钦   |  |  |               |               |               |               |               |               |  |  | 真定安王 刘雍 | 真定安王 刘雍 | 真定安王 刘雍 | 真定安王 刘雍 | 真定安王 刘雍 | 真定安王 刘雍 |  |  |  |  |  |  |  |  |  |  |  |  |  |  |  |  |  |  |
| 南顿令 刘钦   | 南顿令 刘钦   | 南顿令 刘钦   | 南顿令 刘钦   | 南顿令 刘钦   | 南顿令 刘钦   |  |  |               |               |               |               |               |               |  |  | 真定安王 刘雍 | 真定安王 刘雍 | 真定安王 刘雍 | 真定安王 刘雍 | 真定安王 刘雍 | 真定安王 刘雍 |  |  |  |  |  |  |  |  |  |  |  |  |  |  |  |  |  |  |
| 齐武王 刘縯   | 齐武王 刘縯   | 齐武王 刘縯   | 齐武王 刘縯   | 齐武王 刘縯   | 齐武王 刘縯   |  |  |               |               |               |               |               |               |  |  | 真定共王 刘普 | 真定共王 刘普 | 真定共王 刘普 | 真定共王 刘普 | 真定共王 刘普 | 真定共王 刘普 |  |  |  |  |  |  |  |  |  |  |  |  |  |  |  |  |  |  |
| 齐武王 刘縯   | 齐武王 刘縯   | 齐武王 刘縯   | 齐武王 刘縯   | 齐武王 刘縯   | 齐武王 刘縯   |  |  |               |               |               |               |               |               |  |  | 真定共王 刘普 | 真定共王 刘普 | 真定共王 刘普 | 真定共王 刘普 | 真定共王 刘普 | 真定共王 刘普 |  |  |  |  |  |  |  |  |  |  |  |  |  |  |  |  |  |  |
| 北海靖王 刘兴 | 北海靖王 刘兴 | 北海靖王 刘兴 | 北海靖王 刘兴 | 北海靖王 刘兴 | 北海靖王 刘兴 |  |  |               |               |               |               |               |               |  |  | 临邑侯 刘让   | 临邑侯 刘让   | 临邑侯 刘让   | 临邑侯 刘让   | 临邑侯 刘让   | 临邑侯 刘让   |  |  |  |  |  |  |  |  |  |  |  |  |  |  |  |  |  |  |
| 北海靖王 刘兴 | 北海靖王 刘兴 | 北海靖王 刘兴 | 北海靖王 刘兴 | 北海靖王 刘兴 | 北海靖王 刘兴 |  |  |               |               |               |               |               |               |  |  | 临邑侯 刘让   | 临邑侯 刘让   | 临邑侯 刘让   | 临邑侯 刘让   | 临邑侯 刘让   | 临邑侯 刘让   |  |  |  |  |  |  |  |  |  |  |  |  |  |  |  |  |  |  |
| 临邑侯 刘复   |               |               |               |               |               |  |  |               |               |               |               |               |               |  |  |               |               |               |               |               |               |  |  |  |  |  |  |  |  |  |  |  |  |  |  |  |  |  |  |
|               |               |               |               |               |               |  |  |               |               |               |               |               |               |  |  |               |               |               |               |               |               |  |  |  |  |  |  |  |  |  |  |  |  |  |  |  |  |  |  |
| 临邑侯 刘騊駼 |               |               |               |               |               |  |  |               |               |               |               |               |               |  |  |               |               |               |               |               |               |  |  |  |  |  |  |  |  |  |  |  |  |  |  |  |  |  |  |

### 祖父
- 劉雄，被舉孝廉，官至東郡范令。

### 父
- 劉弘，為東漢末年的州郡小官。

### 妻妾

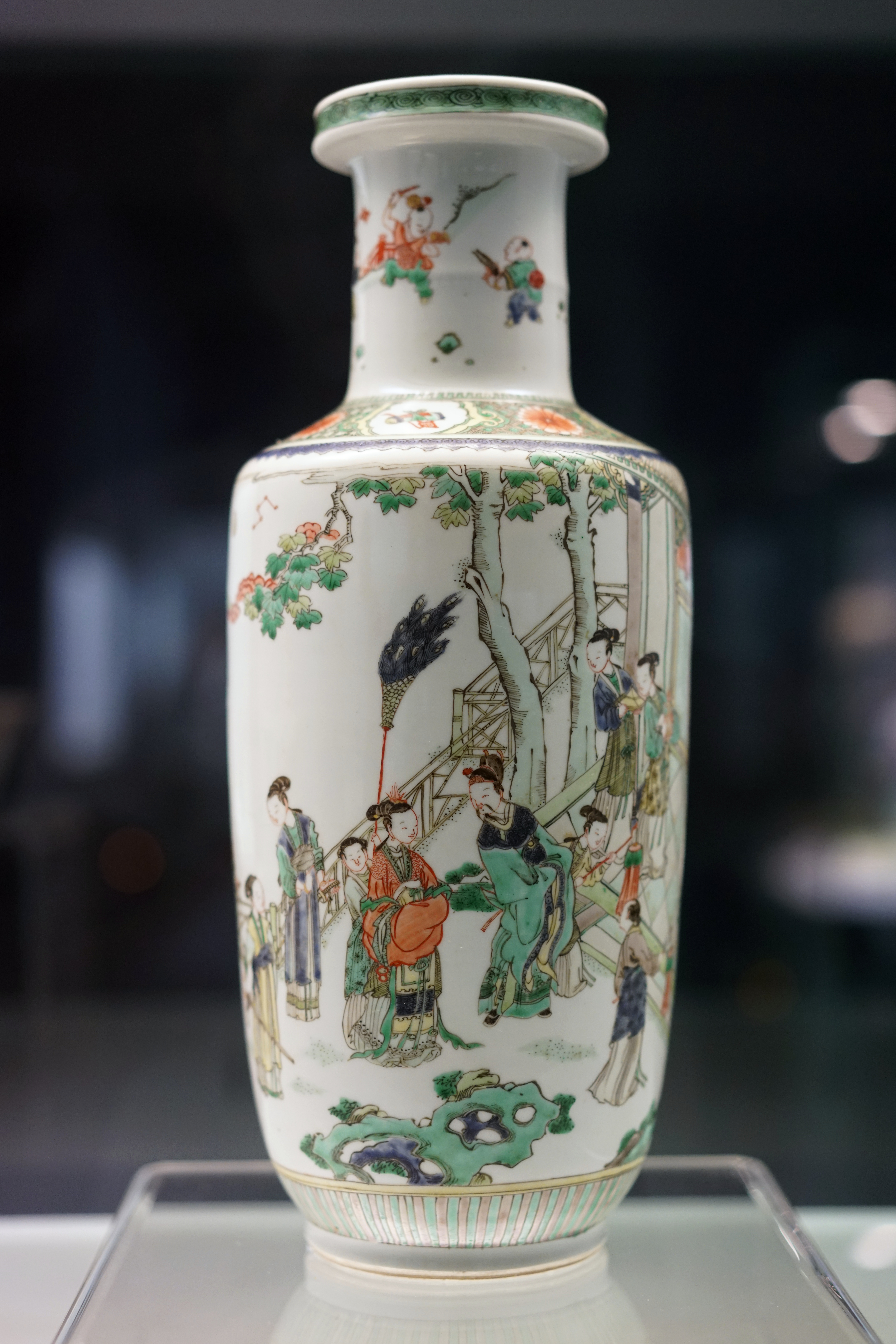
清康熙刘备招亲图瓶

- 麋夫人，正室，麋竺之妹，於劉備在豫州落難時，麋竺將她嫁給劉備。
- 孫夫人，继正室，孫權之妹，與劉備結為政治婚姻，後劉備入蜀，孫權接回她，再無記錄。
- 穆皇后吳氏，继正室，吳懿之妹，刘瑁遗孀，劉備入蜀後納為夫人，後為漢中王后。劉禪即位時，尊她為皇太后，稱長樂宮。延熙八年病死，與劉備合葬。
- 甘夫人，沛人，妾室，劉禪生母，曾於長阪被困，幸得趙雲解救。後病死，諡皇思夫人，後再追諡昭烈皇后，與劉備合葬。

孫夫人以前的数位嫡室，除麋夫人以外身份皆不可考。妾室甘夫人因他“数丧嫡室”，而主内事。仅知刘备有四次丢失妻子的记录：
- 建安元年（196年），吕布俘虏刘备的妻儿。期间刘备娶麋夫人。1年后二人讲和该妻儿被返还刘备[74]。
- 建安三年（198年），刘备妻儿再被吕布所俘虏。1年後曹操击败吕布刘备重得家眷。
- 建安五年（200年），曹操军击败刘备于小沛，妻儿被俘。
- 建安十三年（208年），长坂坡之战刘备与数十骑逃走，妻儿辎重等被曹操所获。

### 子女
- 劉封，劉備養子。本姓寇，劉備入蜀後委任為將，但因關羽兵敗時不予救援及逼反孟達喪失上庸之責遭賜死。
- 劉禪，字公嗣，劉備長子。後登上皇位。乳名阿斗。
- 劉永，字公壽，劉備次子。先為魯王，後封為甘陵王。與劉禪寵臣黃皓不和，被劉禪疏遠。後東遷洛陽，拜奉車都尉，封為鄉侯。
- 劉理，字奉孝，劉備三子、马超女婿。先為梁王，後封為安平王。早卒，諡為悼王。
- 有二女於劉備南逃至長坂時被曹將曹純所俘。

### 孫子女
- 劉，劉禪長子、費祎女婿，十五歲被立為太子，蜀漢亡後，鍾會在成都作亂，被亂兵殺害。
- 劉瑤，劉禪二子，蜀漢亡後投降。
- 劉琮，劉禪三子。
- 劉瓚，劉禪四子，蜀漢亡後投降。
- 劉諶，劉禪五子，北地王，曾反對譙周降魏的提議，但劉禪不接受，在投降之日自殺。
- 劉恂，劉禪六子，蜀漢亡後投降。
- 劉璩，劉禪七子，蜀漢亡後投降。
- 刘胤，劉理長子，承袭为安平王。
- 劉輯，劉理次子、马超外孙，東遷洛陽，拜奉車都尉，封鄉侯。
- 公主嫁诸葛瞻（诸葛亮独子）[75]
- 公主嫁费恭（费祎次子）[76]
- 公主嫁关统（关羽次子关兴之长子）[77]

### 曾孫
- 劉承，劉胤之子，二十歲卒。
- 劉玄，劉永之孫，蜀漢亡後投降，避過永嘉之亂，居於四川成都。

### 后人
- 唐朝卢龙节度使刘济的墓志铭中，作者权德舆称其为刘备二十一代孙，姜纬堂认为此说甚不可信，他指出刘备子孙在永嘉之乱时大部被杀，只有刘备曾孙刘玄逃到蜀地，汉赵甚至都找不到一个刘备子孙作标榜，时隔四百余年后又有刘备子孙绵延于幽州昌平县非常值得怀疑；而唐朝崇尚门第是社会风气，冒附先贤，谬托名门以自重比比皆是，新旧唐书《刘济传》中均不取刘济为刘备后裔。[78][79]

## 後世紀念

### 紀念建筑
- 陵墓：劉備墳墓在成都市汉昭烈庙內的惠陵。但有說法是在重慶奉節和四川彭山的蓮花壩。
- 廟宇：成都市汉昭烈庙、山西省陽泉市劉備廟、台灣大溪劉備廟。
- 楼桑庙三义宫：位于河北省涿州市劉備故里，為紀念“桃園結義”所建。

## 藝術形象

#### 三國演義
小说《三国演义》为塑造人物性格，将刘备描写成极仁爱的君主，但却爱哭，甚至有歇后语说：「刘备的江山 ——哭出来的」，基本上有关三国的歇后语，多为演义，比方「刘备摔阿斗──收买人心」，然则史实上并无摔阿斗，此外演义为衬托诸葛亮、关羽等人才能，贬低了刘备军事之能。且《三国志》记载刘备“喜怒不形于色”，据史可考的哭泣次数也远少于曹操、孙权，反而是较血气方刚、蛮勇豪迈之人。
《三国演义》虚构了从刘胜到刘备的每一代家谱，称献帝核对家谱后发现刘备按辈分是自己的叔父，尊称刘备为皇叔，《三国演义》也多处用“刘皇叔”指代刘备。事实上若将《三国演义》所记家谱对照汉朝君主世系，刘备当为献帝孙辈。且《三国志》等史料并未详细记载刘备世系，也无载献帝尊刘备为皇叔之事。

#### 劇曲
劇曲中的劉備為老生所演，而劇目取材於《三國演義》，例如《劉備過江招親》、《甘露寺》等劇目。

#### 电视剧
- 1976年--香港麗的電視《三國春秋》，劉備由陳振華飾演。
- 1985年--湖北电视台電視劇《諸葛亮》，劉備由黃家德飾演。
- 1985年--香港亞洲電視電視劇《諸葛亮》，劉備由熊德诚飾演。
- 1992年--中國大陸太原电视台電視劇《關公》（別名：《關公傳奇》），劉備由肖国隆飾演。
- 1994年--中央电视台《三国演义》，刘备由孙彦军饰演。
- 1996年--華視《关公》，劉備由張復健飾演。
- 1999年--电视剧《曹操》，劉備由沈保平飾演。
- 2001年--陈凯歌导演《吕布与貂蝉》，刘备由保剑锋饰演。
- 2004年--郑克洪导演《武圣关公》，刘备由黄湘阳饰演。
- 2006年--电视剧《貂蝉》，劉備由肖国隆飾演。
- 2009年--八大《終極三國》，劉備由陳德修飾演。
- 2010年--中央电视台《三国》，刘备由于和伟饰演。
- 2012年--香港無綫電視《回到三國》，劉備由李國麟飾演。
- 2014年--胡玫导演《曹操》，刘备由杨威饰演。
- 2016年--湖南卫视《武神赵子龙》，刘备由严屹宽饰演。
- 2016年--腾讯《梦想三国》，刘备由李基昌（朝鲜语：이랑 (배우)）饰演。
- 2017年--張永新導演《軍師聯盟》，劉備由王伯昭飾演。
- 2017年--優酷《終極三國》，劉備由SpeXial-偉晉飾演。
- 2017年--电视剧《小戏骨之放开那三国》，劉備由祁晟原飾演。
- 2017年--电视剧《少儿也三国》，劉備由谢添亦飾演。
- 2022年--網路劇《大話三國之三國志霸道》，劉備由金志遙飾演。
- 2023年--網路劇《大話三國2之三國志霸道》，劉備由金志遙飾演。
- 2023年--日本富士電視台電視劇《派對咖孔明》，劉備由藤岡靛飾演。

#### 電影
- 1927年《美人计》，劉備由王乃东飾演
- 1957年《關公千里送嫂》，劉備由張醒非飾演。
- 1957年《關公守華容 劉備過江招親》，刘备由張活游飾演。
- 1968年《桃園三結義》(台灣國益影業公司)，劉備由曹健飾演。
- 1996年《诸葛孔明》，劉備由梁斌飾演。
- 1998年《超時空要愛》，劉以達飾演的大飛，在跨越時空回到古代三國後化身劉備。
- 1999年《一代枭雄曹操》，劉備由梁斌飾演。
- 2008年《三國之見龍卸甲》，劉備由岳華飾演。
- 2008年《赤壁》，劉備由尤勇飾演。
- 2009年《赤壁：決戰天下》，劉備由尤勇飾演。
- 2010年《越光寶盒》，劉備由元彪飾演。
- 2010年《關雲長》，劉備由方中信飾演。
- 2018年《魔国志I之黄巾之乱》，劉備由何育骏飾演。
- 2020年《新解釋·三國志》, 劉備由大泉洋飾演。
- 2020年《赵云传之龙鸣长坂坡》, 劉備由沈雪炜飾演。
- 2020年《赵子龙》, 劉備由杨舒枫飾演。
- 2020年《青龙偃月刀》, 劉備由董彦麟飾演。
- 2021年《真·三國無雙》, 劉備由楊祐寧飾演。

#### 遊戲
- 王者榮耀
- 三國無雙
- 真三國無雙
- 三國志
- 吞食天地
- 三國志英傑傳
- 三國群英傳
- 幻想三國誌II
- 無雙OROCHI系列（光榮公司開發，遠藤守哉配音）
- 神魔之塔(Tower of Saviors)
- 三国杀
- 三国志•战略版
- 破局:三國終章
- 妖怪三国志国盗りウォーズ
- 臥龍：蒼天隕落

#### 動漫作品
- 1971年《三國志》（橫山光輝）
- 1983年《天地吞食（日语：天地を喰らう）》（本宮宏志）
- 1992年《新SD戰國傳 地上最強篇》白龍頑馱無（劉備為原型角色）
- 1992年《三國志》
- 1994年《蒼天航路》（王欣太）
- 2001年《火鳳燎原》（陳某）
- 2003年《一騎當千》劉備玄德
- 2007年《BB戰士三國傳》劉備高達/翔烈帝劉備
- 2009年《三國演義》
- 2012年《紙箱戰機》LBX劉備
- 2012年《閃電十一人GO2 時空之石》

（主人公在進行時空跳躍時，曾經拜訪劉備。並與之極限合體（遊戲術語））
- 2019年《三国演义》
- 2019年《SD高達世界 三國創傑傳》劉備獨角獸高達
- 2018年《妖怪三國志竊國戰爭》
- 2022年《幻想三國誌 -天元靈心記-》
- 2022年《派對咖孔明》（回憶，聲：浪川大輔）

## 延伸阅读
[在维基数据编辑]
 《三國志·卷32》，出自陳壽《三國志》
 在维基共享资源阅览影像、分类